# Rochlitz
Rochlitz ist eine Große Kreisstadt im Landkreis Mittelsachsen im Freistaat Sachsen. Sie ist Sitz der Verwaltungsgemeinschaft Rochlitz mit den Mitgliedsgemeinden Königsfeld, Seelitz und Zettlitz. Mit rund 5700 Einwohnern ist Rochlitz die kleinste sächsische Stadt mit dem Status einer Großen Kreisstadt. Seit Juni 2024 trägt die Stadt Rochlitz den Namenszusatz „Stadt des Roten Porphyr“.

## Geographie

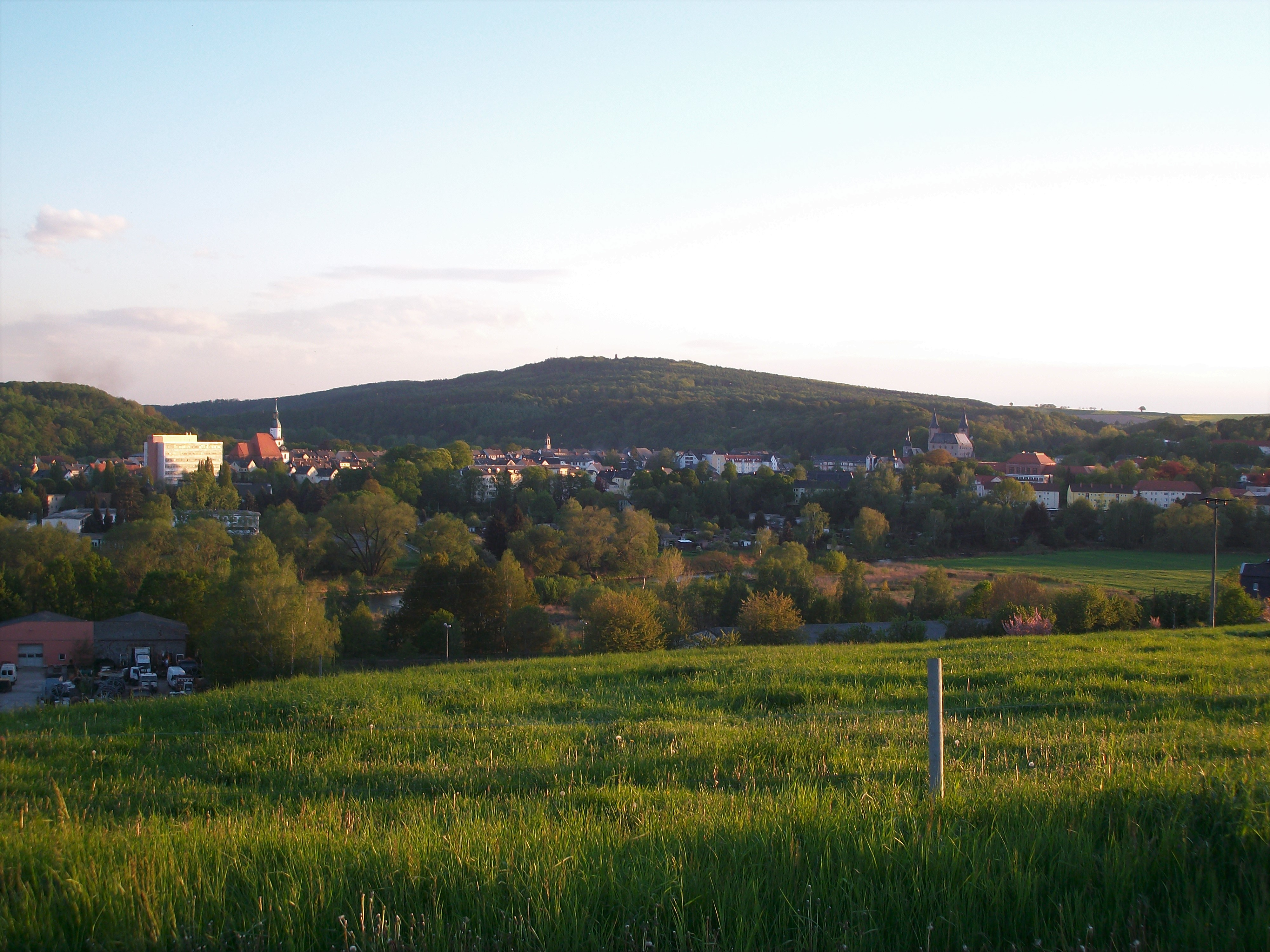
Blick auf Rochlitz mit dem Rochlitzer Berg

### Geographische Lage
Die Stadt liegt an der Zwickauer Mulde und am Fuß des Rochlitzer Berges mit dem dort anstehenden und abgebauten Rochlitzer Porphyr. Von der Jahrhundertflut im August 2002 war die Stadt stark betroffen. Die nächstgelegenen Oberzentren sind mit etwa 25 Kilometern Luftlinie Chemnitz sowie mit jeweils etwa 45 Kilometern Leipzig und Zwickau.

### Stadtgliederung
Ortsteile von Rochlitz sind seit 1994 die vorherigen Gemeinden Noßwitz mit ihrem Ortsteil Hellerdorf, Penna mit ihrem Ortsteil Stöbnig sowie der Steudtener Ortsteil Zaßnitz. 1995 kam noch die Gemeinde Breitenborn mit ihrem Ortsteil Wittgendorf hinzu. Die Gemeinde Poppitz wurde bereits 1950 eingegliedert.

### Nachbargemeinden
Angrenzende Gemeinden sind (im Uhrzeigersinn) Königsfeld, Zettlitz, Seelitz und Wechselburg im Landkreis Mittelsachsen sowie Geithain im Landkreis Leipzig.

Niederschlagsdiagramm

### Klima
Der durchschnittliche Jahresniederschlag der Jahre 1961 bis 1990 beträgt 678 mm und liegt damit ganzjährig im mittleren durchschnittlichen Bereich aller deutschen Messstellen. In den Monaten April, August und September liegt der Niederschlag knapp über dem deutschen Durchschnitt, in den anderen Monaten darunter. Der trockenste Monat ist der Februar, die meisten Niederschläge fallen im Juni.

## Geschichte

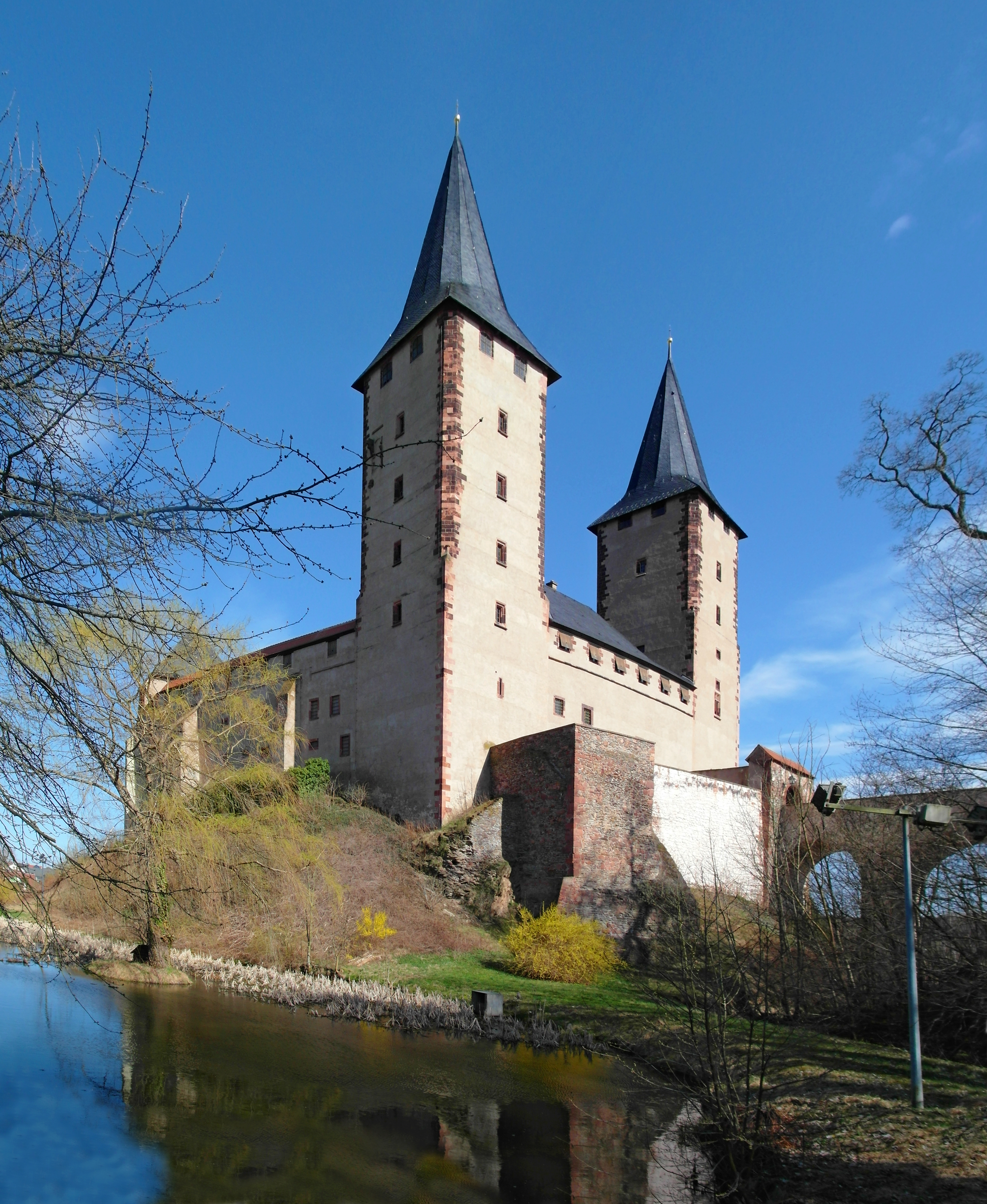
Schloss Rochlitz von Nordwesten

### Mittelalter
Bereits in mittelslawischer Zeit, das heißt im 9. bis 10. Jahrhundert, bestanden im heutigen Stadtgebiet mehrere dörfliche Siedlungen. Von diesen Siedlungen leitete sich der Ortsname (altsorbischer Name Rochelinzi) ab. Im 10. Jahrhundert existierte eine Königsburg, die der König in der Zeit nach Einsetzung der Meißener Markgrafen 968 an jene verlieh. Markgraf Ekkehard I. muss Inhaber der Burg gewesen sein, da sie 1009 im Besitz seines Sohnes Hermann erscheint, der aber noch nicht Markgraf war und im Streit mit Markgraf Gunzelin von Kuckenburg lag, dem Nachfolger Ekkehard I. Gunzelins Truppen steckten 1009 die Burg in Brand, wofür Gunzelin abgesetzt und Hermann Markgraf wurde, wie Thietmar von Merseburg in seiner Chronik (Buch VI, Cap. 53) berichtet. Demnach war die Burg nicht mehr nur ein einfacher Erdringwall, sondern besaß fortgeschrittene Holzbauten und Palisaden. Nach Hermann war dessen Bruder Markgraf Ekkehard II. im Besitz der Burg. Er starb kinderlos, und König Heinrich III. zog dessen Lehnsbesitz und den Burgward (Burgbezirk) Rochediz 1046 wieder ein und schenkte ihn großzügig seiner eigenen Frau, der Königin Agnes, wie die Königsurkunde H III, Nr. 162 verrät. Vermutlich am Ende des 11. Jahrhunderts entstand unterhalb von Schloss Rochlitz und östlich des Suburbiums mit der Petrikirche eine Markt- und Kaufmannssiedlung im Gebiet des heutigen Mühlplatz mit dem Hohen Haus, die sicherlich mit der Lage an der Zaßnitzer Furt durch die Mulde in Zusammenhang steht. Zu derselben Zeit wurde Rochlitz bereits von Thietmar von Merseburg als „Stadt“ benannt. Noch im 19. Jahrhundert wurde dieser Bereich als Alte Stadt bezeichnet. Ebenfalls im 11. Jahrhundert wurde ein die Reichsburg versorgender Wirtschaftshof im nördlichen Teil des heutigen Stadtgebietes mit dem Burgwall Keßling im heutigen Rochlitzer Ortsteil Poppitz angelegt, der später nach Königsfeld (Sachsen) verlegt wurde.

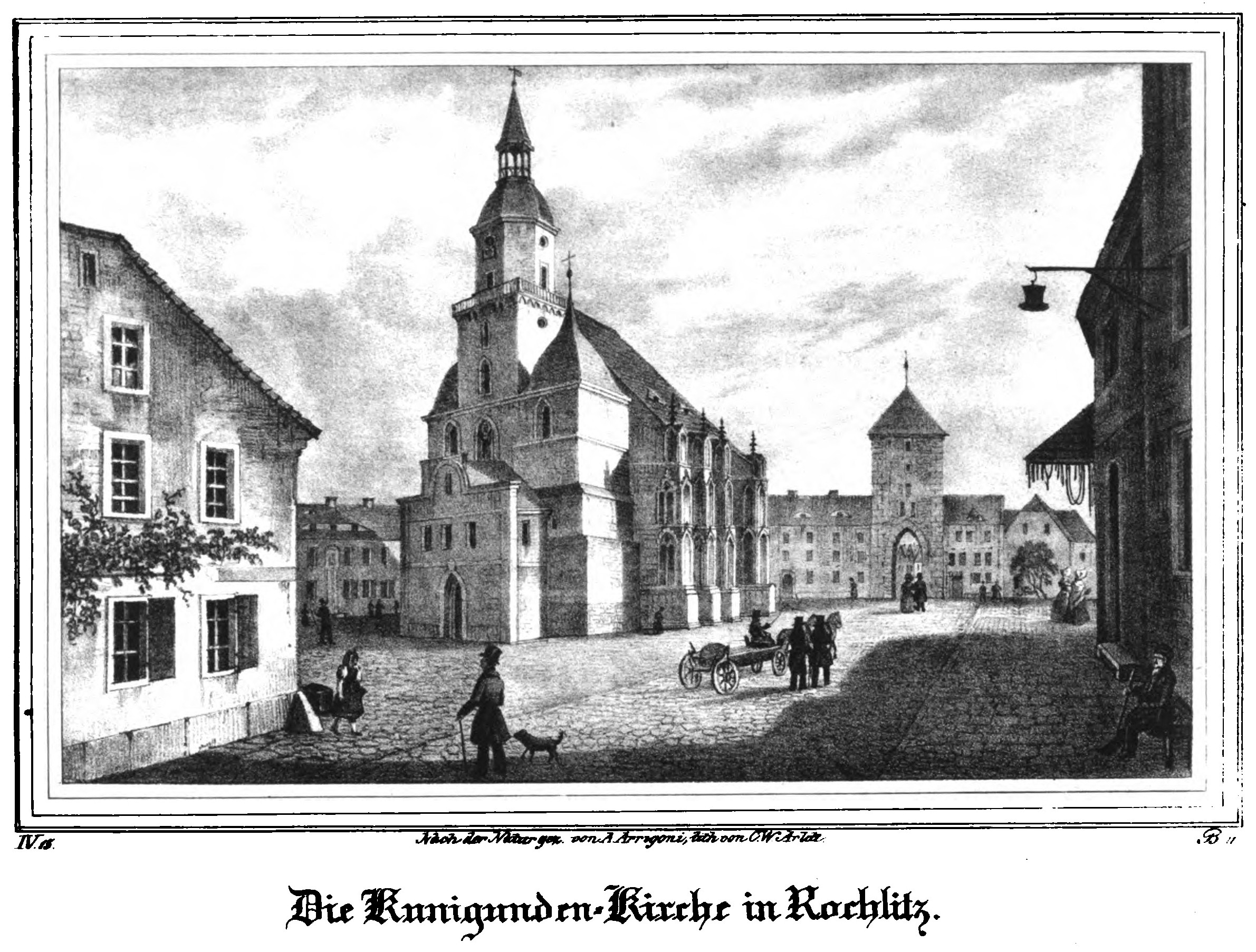
Die ab 1417 errichtete Kunigundenkirche und das Untertor (1839)

Um 1200 wurde unter Graf Dedo V. dem Feisten oder einem seiner Söhne Dietrich (1190–1207) und Konrad (1207–1210), möglicherweise auch erst unter Markgraf Dietrich von Meißen (ab 1210) die Rechtsstadt Rochlitz mit der Stadtkirche St. Kunigunde gegründet. Die Stadtanlage hebt sich insbesondere durch ihren langgestreckten Straßenmarkt heraus, der eine Analogie im nahegelegenen Geithain besitzt. Archäologische Ausgrabungen und erhaltene romanische Reste wie die Fenster am Westturmriegel der Kunigundenkirche ermöglichen Aussagen zu ihrem Ursprungsbau, einer querhauslosen Kurzbasilika der gleichen Zeitstellung. Trotz ihrer zentralen Lage am unteren Marktende fungierte bis zur Reformation die ältere, extra muros (außerhalb der Stadtbefestigung) gelegene St.-Petrikirche ebenfalls als Pfarrkirche für die westlichen Teile der Stadt. Bei stadtarchäologischen Untersuchungen wurden im Gebiet um die Kunigundenkirche Funde aus dem späten 12./frühen 13. Jahrhundert festgestellt, während die weiter westlich gelegenen Gebiete offensichtlich erst mit einiger zeitlicher Verzögerung bebaut worden sind.
In der Gründungsurkunde des schönburgischen Hausklosters Geringswalde von 1233 durch Hermann III. von Schönburg benennt dieser seine Vasallen als Zeugen: Johann von Rochlitz, gefolgt von weiteren Zeugen.
Eine Stadtmauer umgab Rochlitz wohl erst im späten 13. Jahrhundert, zuvor haben anscheinend lediglich Wall, Graben und Gebück bestanden. 1288 wird dann die Mauer anlässlich eines Teileinsturzes erstmals genannt. Die Stadt Rochlitz selbst wird erst 1336 ersterwähnt, der Rat 1360. Das früheste nachweisbare Siegel der Stadt mit der Umschrift sigillum civitatis rochlizensis hängt an einer Urkunde von 1364. Von 1367 bis 1373 erfolgte die Erneuerung der Stadtmauer beziehungsweise die Errichtung der äußeren Stadtmauer. Vor 1379 erwarb der Rat die niedere Gerichtsbarkeit. 1380 erhielt die Stadt das Bleichprivileg, und es wurde eine zweite Landesbleiche neben Chemnitz eingerichtet. 1430 fielen die Hussiten in der Stadt Rochlitz ein. Im 15. Jahrhundert erlebte die Stadt eine Blütezeit. 1464 erfolgten der Erwerb der Obergerichtsbarkeit und die Erweiterung des Weichbildes. In der Spätgotik wurde die Kunigundenkirche von 1417 bis 1476 unter Einbeziehung romanischer Bausubstanz im Westen neu erbaut. Die beiden Keramikfiguren von Heinrich II. und Kunigunde stammen aus der Zeit um 1476, im Inneren zeigt die Kirche eine Ausstattung des frühen 16. Jahrhunderts (Schnitzaltar von 1513). Für die Zeit um 1500 wird eine Zahl von etwa 2000 Einwohnern angenommen.

### Frühe Neuzeit

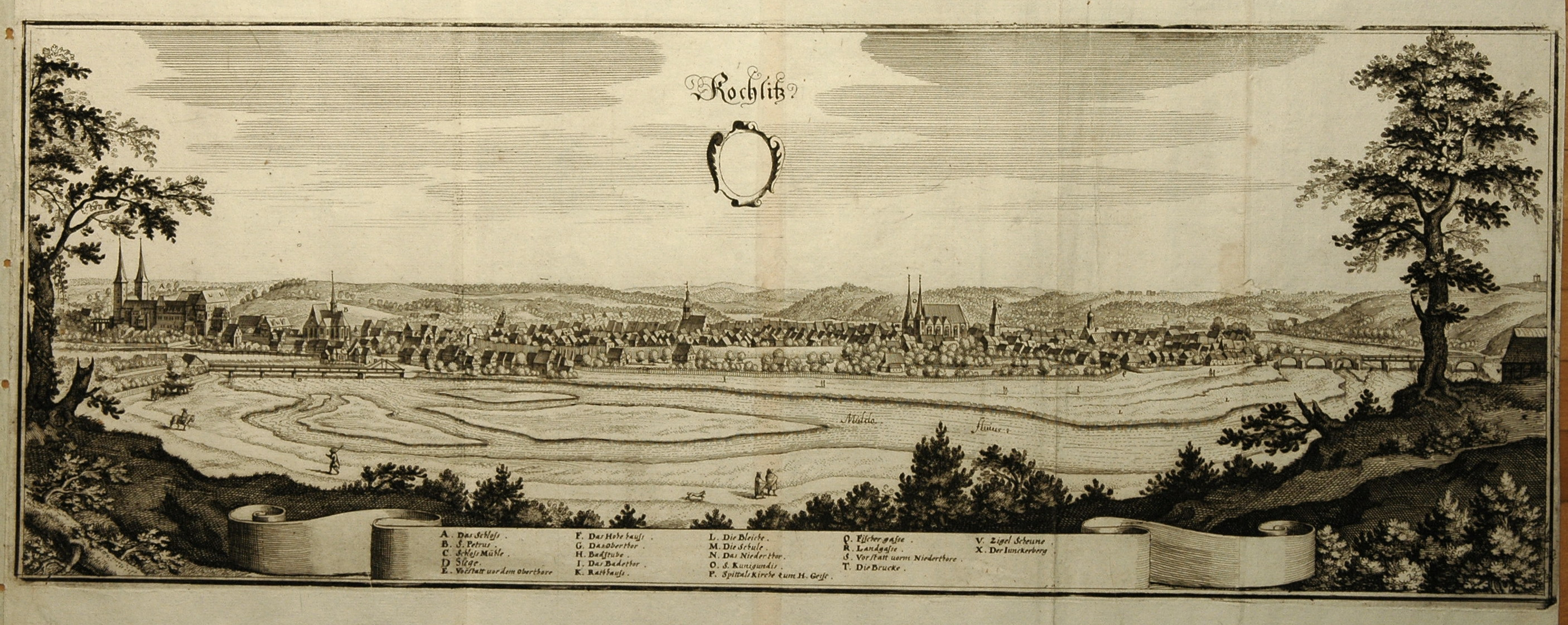
Rochlitz (1650)

Im Jahr 1537 wurde in Rochlitz durch Herzogin Elisabeth die Reformation eingeführt. Bereits 1534 war der „Alte“ Friedhof mit Beinhaus im Bereich des heutigen Clemens-Pfau-Platzes angelegt worden. 1538 wurde auf dem aufgelassenen Kunigunden-Friedhof mit dem Bau einer Lateinschule (1876 abgebrochen, heute Gebäude der Bibliothek) begonnen, die schon 1595 mit Mitteln Sophies von Brandenburg wieder umgebaut wurde. 1563 gesellte sich noch ein Neubau der Hospitalkirche (Heilig-Geist-Kirche) zu dem Ensemble hinzu (Abbruch 1904). In der ersten Hälfte des 16. Jahrhunderts entstand auch die östlich des heutigen Marktes und dem Rathaus gelegene „Mittelzeile“, wohl anstelle hölzerner Krambuden, was eine wesentliche Verkleinerung des ehemaligen Untermarktes bedeutete. Am 2. März 1547 fand vor den Toren der Stadt die Schlacht von Rochlitz im Schmalkaldischen Krieg statt, der bedeutendste militärische Erfolg der vereinigten protestantischen Streitkräfte vor der vernichtenden Niederlage in der Schlacht bei Mühlberg.
In Rochlitz sind 1556–1608 in Hexenverfolgungen drei Verfahren wegen Hexerei und Zauberei belegt. Ein Mann wurde in einem Hexenprozess hingerichtet, zwei Schicksale sind unbekannt.

Karte von Rochlitz (1799)

Im Dreißigjährigen Krieg wurden Stadt und Schloss mehrfach belagert und eingenommen. Außerdem wurde die Stadt 1632 von einem Stadtbrand heimgesucht. Ein weiterer großer Stadtbrand traf die Bürger bereits wieder 1681. Bei dem folgenden Wiederaufbau fand die Firstschwenkung zu traufseitigen Häusern statt. Ab 1682 war Rochlitz Garnisonsstadt einer Infanterie-Einheit. Anfang 1691 weilte für ca. 4 Wochen der deutsche Handwerkschirurg, Wundarzt und Starstecher Johann Andreas Eisenbarth („Doktor Eisenbarth“, 1663–1727) in Rochlitz. Aus dem Jahr 1688/89 stammt die Dreiturmfront der Kunigundenkirche, der barocke Vorbau wurde 1709 angefügt und beherbergte mit der Kunigundenbibliothek die erste öffentliche Bibliothek der Stadt. In der Mitte des 18. Jahrhunderts wurde Rochlitz an das entstehende sächsische Postsystem angeschlossen. Hiervon zeugen zwei rekonstruierte kursächsische Postdistanzsäulen vom ehemaligen Ober- und Untertor (am Obertor nach Unfall schon 1820 erneuert – Originalteil von 1723 im Nachbarort Zettlitz – und am Untertor mit wiederentdecktem Originalschriftblock von 1723 nachgebildet), ab 1734 (1743?) bestanden ein Postamt und regelmäßiger Postverkehr. 1769 wurde in Rochlitz eine Wollmanufaktur begründet.

### 19. und 20. Jahrhundert

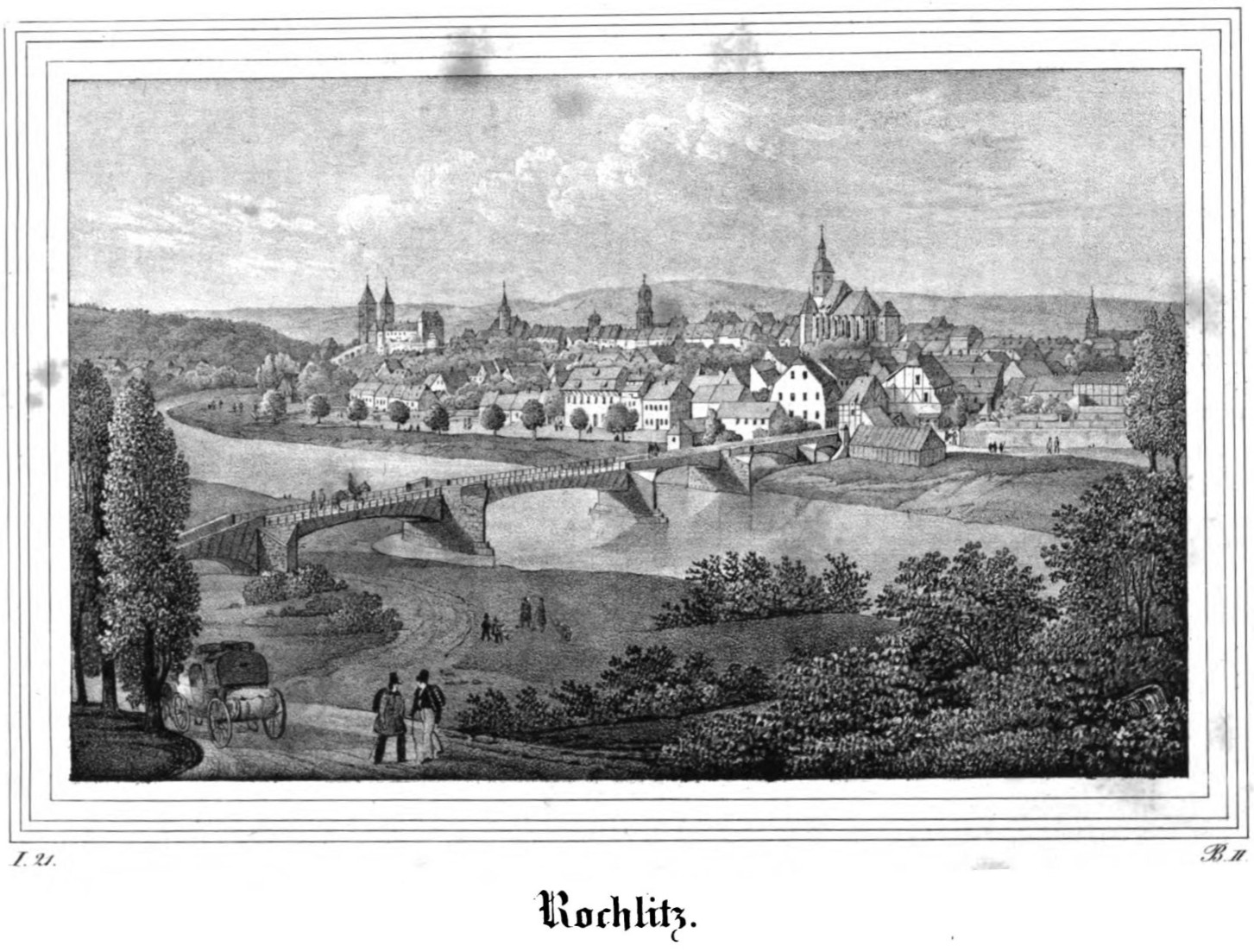
Rochlitz (1835)

Ein weiterer Stadtbrand wütete 1802, der Wiederaufbau der Stadt veränderte das Bild stark. Aus dieser Zeit stammen vor allem die Bürgerhäuser am Markt und der Turm der Kunigundenkirche (1804). Er fand seinen Abschluss mit dem Neubau des Rathauses 1826–1828. 1816 wurde eine erste Steinbrücke über die Mulde gebaut, ab 1830 begann der Abbruch der Stadtbefestigungen. 1834 wurde eine allgemeine Städteordnung erlassen. 1854 wurde ein neues Hospital erbaut, Mitte des 16. Jahrhunderts wurde das Vorgängerhospital im Testament von Elisabeth von Rochlitz großzügig bedacht. Rochlitz war bis 1856 Verwaltungssitz des kursächsischen bzw. königlich-sächsischen Amts Rochlitz. Bei den im 19. Jahrhundert im Königreich Sachsen durchgeführten Verwaltungsreformen wurden die Ämter aufgelöst. Dadurch kam Rochlitz im Jahr 1856 unter die Verwaltung des Gerichtsamts Rochlitz-Stadt und 1875 an die neu gegründete Amtshauptmannschaft Rochlitz.
Die Gründerzeit bedeutete auch für Rochlitz einen erheblichen Aufschwung und eine beträchtliche Vergrößerung der Stadt. Zu nennen sind hier: 1872 Anschluss an das Eisenbahnnetz, 1874–76 Neubau der „1. Bürgerschule“ (Muldenschule), 1885 Abbruch des „Pulverturms“, Stadterweiterungen ab 1889 in Richtung Bahnhof, Anlage der Bismarckstraße, 1889/90 Bau des „Kaiserlichen Hauptpost- und Telegraphenamtes“, 1895 des „Königlich-Sächsischen Lehrerseminars“, 1897 des Kriegerdenkmals auf dem Topfmarkt (bis 1942) etc. In den „Goldenen Zwanzigern“ wurde ab 1922 die Kleinsiedlung („Gartenstadt“) mit der Straße „Am Anfang“ angelegt und 1922/23 ein zweites Rochlitzer Gaswerk am Mönchswinkel errichtet. Eine besondere Sehenswürdigkeit stellt der Marktbrunnen dar, der 1929 von dem bekannten Dresdner Bildhauer Prof. Georg Wrba (1872–1939) geschaffen worden ist.
Im „Dritten Reich“ konnten die Nationalsozialisten schon frühzeitig im Stadtrat Fuß fassen und 1934 den parteilosen Bürgermeister Rudolf Herrmann mit Hilfe einer politischen Intrige absetzen. Schon 1933 wurde Adolf Hitler Ehrenbürger der Stadt, ebenso Paul von Hindenburg. 1933/1934 wurde die heutige Muldenbrücke errichtet und nach dem Reichsstatthalter Martin Mutschmann benannt. 1936 feierte man das „Fest der Landschaft Rochlitz – 1000 Jahre deutsch“. Der umständliche Titel verrät, dass es sich dabei um ein historisches Konstrukt handelt. Tatsächlicher Anlass war aber weniger das sehr weit hergeholte historische Ereignis – das Rochlitzer Gebiet war spätestens unter dem 936 verstorbenen König Heinrich I. unter deutsche Herrschaft geraten – als konkrete wirtschaftliche Gründe, vor allem die Förderung des Fremdenverkehrs. Die Initiative dazu ist jedoch nicht von den nationalsozialistischen Machthabern, sondern vom Vorsitzenden des Rochlitzer Geschichtsvereins und ehrenamtlichen Leiter des Museums, Albert Bernstein, ausgegangen. Ab 1938 hielt mit der „Mechanik GmbH“ auch die Rüstungsindustrie Einzug in der Stadt, und wahrscheinlich vom 19. September 1944 bis 28. März 1945 wurde hier das KZ-Außenlager Rochlitz (ein Außenlager des KZ Flossenbürg) mit etwa 600 inhaftierten jüdischen Frauen betrieben. Für diese Frauen, die in der Mechanik GmbH Zwangsarbeit verrichten mussten, gibt es in der Stadt kein Gedenken, die Lagergeschichte wurde jedoch von Pascal Cziborra in der Publikation „Frauen im KZ – Möglichkeiten und Grenzen der historischen Forschung am Beispiel des KZ Flossenbürg und seiner Außenlager“ aufgearbeitet.

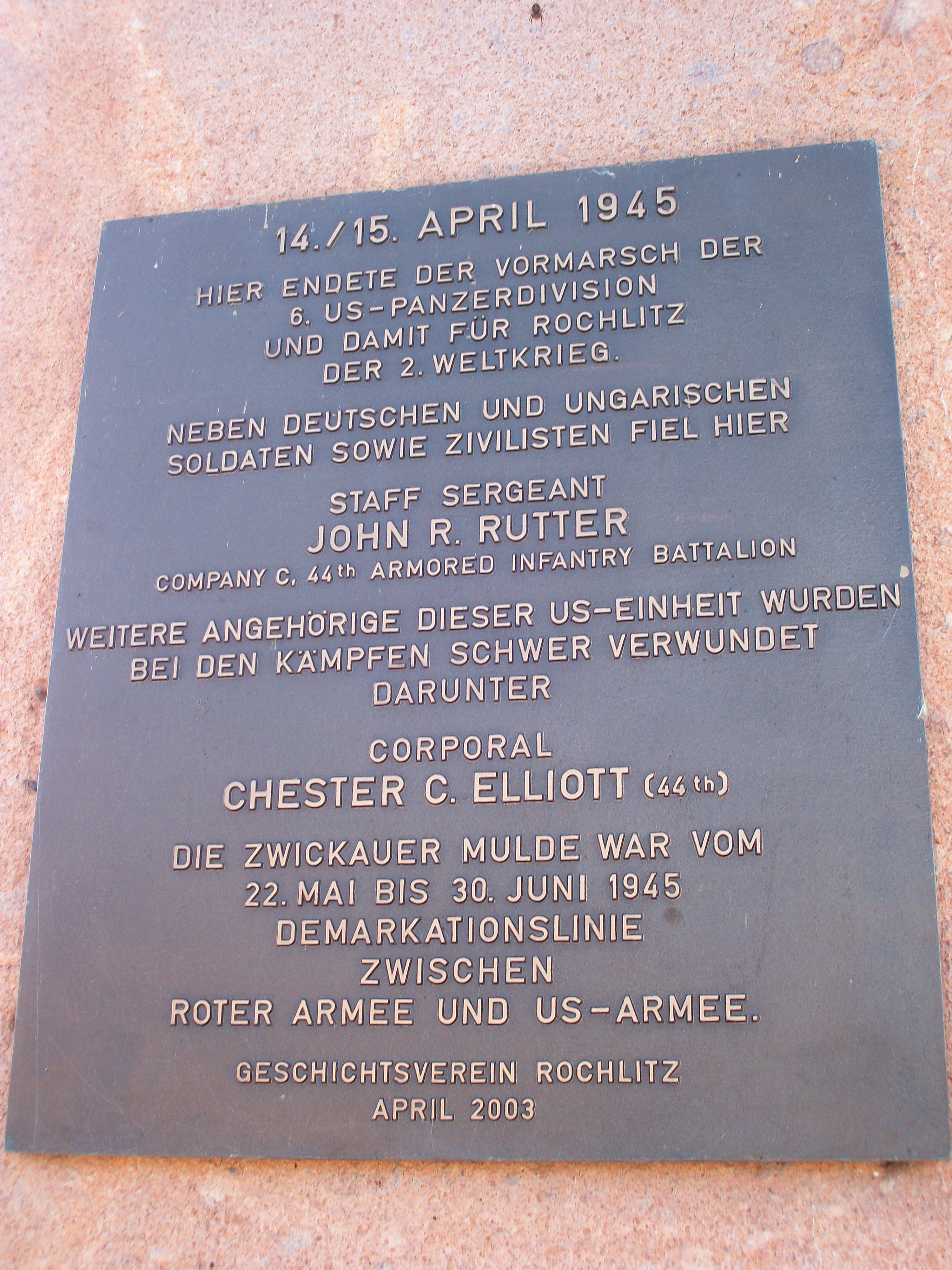
Muldenbrücke Rochlitz, Infotafel Treffen der Alliierten April 1945

Die Befreiung vom Nationalsozialismus erlebte die Stadt am 14. April 1945 durch Einheiten der 76. Infanterie- und 6. Panzerdivision der 3. US-Armee. Die Mulde bildete die Demarkationslinie zwischen Amerikanern und Russen bis zum Rückzug der Amerikaner aus dem Stadtgebiet am 30. Juni 1945 und weiter westwärts Richtung Thüringen nach Hessen. Ab Mitte Mai hielten sich Truppen der Roten Armee nahe dem Muldenufer in der Ortschaft Döhlen auf. An der Muldenbrücke wurde im April 2003 eine Gedenktafel angebracht, die an die Befreiung der Stadt und die Besetzung des Gebietes erinnert. Nach dem Krieg wurden ab Juli 1945 die größeren Betriebe enteignet. Aus diesen Betrieben gingen die späteren drei Großbetriebe (VEB Elektroschaltgeräte Rochlitz, VEB Stern Radio Rochlitz und VEB Orsta-Hydraulik) der Stadt hervor.
In der DDR-Zeit erfuhr Rochlitz eine beträchtliche Erhöhung der Einwohnerzahl und Ausbreitung in das Umland durch die Errichtung der Wohngebiete „Am Friedenseck“ („Sternsiedlung“) 1955–1961, „Am Regenbogen“ 1960–1965, „Wilhelm-Pieck-Straße“ 1977/1978 und „Am Eichberg“ ab 1982/1983 in Poppitz. Die Mehrzahl der Bevölkerung arbeitete in den drei Großbetrieben VEB Elektroschaltgeräte Rochlitz (1952–1991), VEB Stern-Radio Rochlitz und VEB Orsta-Hydraulik. Durch die Schließung dieser drei Betriebe nach der Wende hatte Rochlitz wie fast alle Industriestandorte Ostdeutschlands einen starken Strukturwandel zu bewältigen. Infolge der zweite Kreisreform in der DDR im Jahr 1952 wurde Rochlitz Kreisstadt des Kreises Rochlitz im Bezirk Chemnitz (1953 in Bezirk Karl-Marx-Stadt umbenannt), der ab 1990 als sächsischer Landkreis Rochlitz fortgeführt wurde und 1994 im neu gebildeten Landkreis Mittweida bzw. 2008 im Landkreis Mittelsachsen aufging. Aufgrund des Verlusts des Kreissitzes im Jahr 1994 erfolgte am 1. April 1997 die Ernennung von Rochlitz zur Großen Kreisstadt.

### Eingemeindungen
| Ehemalige Gemeinde | Datum                 | Anmerkung                                              |
| ------------------ | --------------------- | ------------------------------------------------------ |
| Breitenborn        | 01.01.1995            |                                                        |
| Hellerdorf         | vor 1875              | Eingemeindung nach Noßwitz                             |
| Noßwitz            | 01.01.1994            |                                                        |
| Penna              | 01.01.1994            |                                                        |
| Poppitz            | 01.07.1950            |                                                        |
| Stöbnig            | 01.07.1950            | Eingemeindung nach Penna                               |
| Wittgendorf        | 01.07.1950            | Eingemeindung nach Breitenborn                         |
| Zaßnitz            | 01.07.1950 01.01.1994 | Eingemeindung nach Steudten Umgliederung nach Rochlitz |

### Einwohnerentwicklung
Trotz der Eingemeindung mehrerer Ortsteile in den 1990er Jahren sank die Einwohnerzahl, hat sich aber seit 2017 stabilisiert. Rochlitz hat mit einem Durchschnittsalter von 48,6 Jahren ein hohes Durchschnittsalter (Stand 2023).

Einwohnerentwicklung von Rochlitz von 1834 bis 2017

| Jahr | Einwohner |
| ---- | --------- |
| 1834 | 3828      |
| 1846 | 4411      |
| 1858 | 4596      |
| 1871 | 5368      |
| 1880 | 5760      |
| 1890 | 6186      |
| 1910 | 6363      |
| 1925 | 6218      |
| 1933 | 6307      |

| Jahr | Einwohner |
| ---- | --------- |
| 1939 | 6154      |
| 1981 | 7700      |
| 1990 | 8590      |
| 1999 | 7853      |
| 2005 | 6712      |
| 2007 | 6616      |
| 2010 | 6216      |
| 2011 | 6221      |
| 2012 | 6142      |

| Jahr | Einwohner |
| ---- | --------- |
| 2013 | 6046      |
| 2015 | 5905      |
| 2017 | 5786      |
| 2023 | 5727      |

## Politik

### Verwaltungsgeschichte
Rochlitz war einige Jahrhunderte lang Sitz von Einrichtungen der Territorial- und Justizverwaltung.
Durch die „Generalinstruktion an die Kreis- und Amtshauptleute“ vom 22. Juni 1816 wurde die Stadt ab 1816 Sitz des Amtes Rochlitz der II. Amtshauptmannschaft der Kreishauptmannschaft Leipzig. Im Zuge der Neugliederung des Königreiches Sachsen benannte man 1835 das Amt Rochlitz in Amtshauptmannschaft Rochlitz um, welches nun Bestandteil der neu benannten Kreisdirektion Leipzig war. Mit dem Organisationsgesetz vom 21. April 1873 wurde 1874 allerdings wieder die Bezeichnung Kreisdirektion abgeschafft und Rochlitz war nun Sitz der Amtshauptmannschaft Rochlitz der Kreishauptmannschaft Leipzig. Im Dritten Reich veränderte man 1939 nochmals die Verwaltungsbezeichnungen. Rochlitz war nun Sitz des Landkreises Rochlitz im Regierungsbezirk Leipzig. Dieser Landkreis war allerdings sowohl von der Bezeichnung als auch der Größe her nur von kurzer Dauer. 1952 wurden in der DDR die Länder aufgelöst und als mittlere Verwaltungsebene die Bezirke eingeführt. Ebenso veränderte sich im Rahmen einer großen Kreisreform der Zuschnitt der ehemaligen Landkreise zum Teil sehr stark. Dabei wurde auch der Kreis Rochlitz mit der Kreisstadt Rochlitz im Bezirk Karl-Marx-Stadt geschaffen. Zuständige Verwaltungsbehörde war nun der Rat des Kreises Rochlitz. Mit dem Beitritt der DDR zur BRD und der Wiedereinrichtung von Ländern und Landkreisen gab es schließlich von 1990 bis 1994 noch ein Landratsamt Rochlitz, welches den Landkreis Rochlitz verwaltete. Mit der Schaffung des Landkreises Mittweida, in dem der Landkreis Rochlitz aufging, endete die jahrhundertealte Bedeutung und Funktion von Rochlitz als Verwaltungssitz.
Die ältesten Aufzeichnungen zur Justizverwaltung existieren bisher aus dem Jahre 1436. Sie besagen, dass der Stadtrat Inhaber der höheren und niederen Gerichtsbarkeit sowie Inhaber der Erbgerichtsbarkeit in Köttern, Poppitz und Spernsdorf, den sogenannten Ratsdörfern war. Der nächste Nachweis lässt sich erst aus dem Jahr 1834 erbringen. In diesem Jahr wurde mit Einführung der Allgemeinen Städteordnung das Stadtgericht Rochlitz eine eigenständige Behörde neben dem Stadtrat. 1835 entstand zusätzlich ein Ratslandgericht für die gerichtlichen Angelegenheiten der Ratsdörfer. Um 1850 wurden im Schloss Rochlitz Räume für die Justiz eingerichtet, wo sie bis 1990 verblieben. Erweitert wurde der Komplex um ein Zellengebäude für die Untersuchungshaftanstalt, welches 1852 auf dem Schloss errichtet wurde und bis 1961 in seiner Funktion genutzt wurde. Prominentester Gefangener war August Bebel. 1855 gingen das Ratslandgericht und 1856 das Stadtgericht in dem neu gegründeten Justizamt Rochlitz auf. Dieses hatte jedoch nicht lange Bestand. Schon 1856 wurde das Gerichtsamt Rochlitz als Nachfolger des örtlichen Justizamtes auf Grund des Gesetzes über die Einrichtung der Behörden erster Instanz für die Rechtspflege und Verwaltung vom 11. August 1855 eingerichtet. Im selben Jahr wurde ebenfalls das Königliche Bezirksgericht Rochlitz mit der Zuständigkeit für die Gerichtsamtsbezirke Rochlitz, Colditz, Geithain, Geringswalde, Hartha, Leisnig und Penig eingerichtet, welches aber nur bis zu seiner Auflösung im Jahre 1860 Bestand hatte. Ab Oktober 1879 wurde das Amtsgericht Rochlitz als Nachfolger für die juristischen Belange des Gerichtsamtes Rochlitz geschaffen. Nach dem Zweiten Weltkrieg nahm das Amtsgericht am 6. Dezember 1945 wieder seine Tätigkeit auf. 1952 wurde im Rahmen einer Justizreform das Kreisgericht Rochlitz als Nachfolger des ansässigen Amtsgerichts geschaffen. Nach der politischen Wende in der DDR zog das Kreisgericht 1990 vom Schloss in das frei gewordene Gebäude der ehemaligen SED-Kreisleitung Rochlitz ein. Mit der Auflösung des Landkreises Rochlitz wurde 1994 auch das Amtsgericht Rochlitz aufgelöst.

### Stadtrat
Bei der Kommunalwahl am 9. Juni 2024 erreichte die Bürgerinitiative Rochlitz gemeinsam gestalten e. V. das zweitbeste Wahlergebnis. Sie stellt mit vier Sitzen im Rochlitzer Stadtrat die zweitstärkste Fraktion. Neu vertreten ist nun ein Stadtrat der Senioren für Rochlitz.
| Stadtrat ab 2024Insgesamt 17 Sitze - Linke: 2 - SPD: 1 - RGG: 4 - FDP: 2 - SFR: 1 - CDU: 7 | Liste                              | 2024   | 2024   | 2019   | 2019   | 2014   | 2014   |
| Stadtrat ab 2024Insgesamt 17 Sitze - Linke: 2 - SPD: 1 - RGG: 4 - FDP: 2 - SFR: 1 - CDU: 7 | Liste                              | Sitze  | in %   | Sitze  | in %   | Sitze  | in %   |
| Stadtrat ab 2024Insgesamt 17 Sitze - Linke: 2 - SPD: 1 - RGG: 4 - FDP: 2 - SFR: 1 - CDU: 7 | CDU                                | 7      | 41,6   | 6      | 31,6   | 7      | 34,8   |
| Stadtrat ab 2024Insgesamt 17 Sitze - Linke: 2 - SPD: 1 - RGG: 4 - FDP: 2 - SFR: 1 - CDU: 7 | Rochlitz gemeinsam gestalten e. V. | 4      | 20,5   | 5      | 28,6   | –      | –      |
| Stadtrat ab 2024Insgesamt 17 Sitze - Linke: 2 - SPD: 1 - RGG: 4 - FDP: 2 - SFR: 1 - CDU: 7 | Linke                              | 2      | 10,7   | 3      | 15,6   | 4      | 24,2   |
| Stadtrat ab 2024Insgesamt 17 Sitze - Linke: 2 - SPD: 1 - RGG: 4 - FDP: 2 - SFR: 1 - CDU: 7 | FDP                                | 2      | 10,7   | 3      | 16,6   | 4      | 23,3   |
| Stadtrat ab 2024Insgesamt 17 Sitze - Linke: 2 - SPD: 1 - RGG: 4 - FDP: 2 - SFR: 1 - CDU: 7 | Senioren für Rochlitz              | 1      | 8,8    | –      | –      | –      | –      |
| Stadtrat ab 2024Insgesamt 17 Sitze - Linke: 2 - SPD: 1 - RGG: 4 - FDP: 2 - SFR: 1 - CDU: 7 | SPD                                | 1      | 7,6    | 1      | 7,6    | 3      | 17,8   |
| Stadtrat ab 2024Insgesamt 17 Sitze - Linke: 2 - SPD: 1 - RGG: 4 - FDP: 2 - SFR: 1 - CDU: 7 | Wahlbeteiligung                    | 65,9 % | 65,9 % | 63,7 % | 63,7 % | 50,8 % | 50,8 % |

### Liste der Bürgermeister seit 1834
- 1834–1855: Gottfried Graichen
- 1855–1871: Ernst Caspari
- 1871–1896: Adolf Ludwig Körner
- 1896–1919: Paul Gustav Schilling
- 1919–1924: Gottfried Richard Grieshammer
- 1924–1933: Rudolf Herrmann
- 1934–1942: Max Walther (NSDAP)
- 1942–1945: Emil Starke (NSDAP)
- 1945: Walter Trebs (NSDAP)
- 1945–1947: Walter Schwarze (KPD/SED)
- 1947–1949: Albert Seidel (LDPD)
- 1949–1951: Walter Petzold (LDPD)
- 1951–1952: Herbert Hagemeister (LDPD)
- 1952–1953: Hans-Werner Schicha (LDPD)
- 1953–1958: Otto Meese (LDPD)
- 1958–1964: Karl Krauße (LDPD)
- 1964–1974: Herbert Glaßl (LDPD)
- 1974–1979: Martin Ficker (LDPD)
- 1979–2008: Joachim Knappe (LDPD/FDP)
- 2008–2015: Kerstin Arndt (FDP)
- seit 1. August 2015: Frank Dehne (parteilos)

Bei der Bürgermeisterwahl 2015 konnte sich der parteilose Einzelbewerber Frank Dehne im zweiten Wahlgang gegen die amtierende Bürgermeisterin Kerstin Arndt durchsetzen und beendete damit die 68-jährige Ära von Bürgermeistern von LDPD oder FDP in Rochlitz. Am 12. Juni 2022 wurde Frank Dehne mit 97,0 % im Amt bestätigt.
| Wahl | Bürgermeister  | Vorschlag | Wahlergebnis (in %) |
| ---- | -------------- | --------- | ------------------- |
| 2022 | Frank Dehne    | Dehne     | 97,0                |
| 2015 | Frank Dehne    | Dehne     | 54,5                |
| 2008 | Kerstin Arndt  | FDP       | 56,6                |
| 2001 | Joachim Knappe | FDP       | 85,7                |
| 1994 | Joachim Knappe | FDP       | 54,0                |

### Wappen
| Wappen der Stadt Rochlitz | Blasonierung: „In Gold (gelb) eine gezinnte schwarze Mauer mit offenem Tor und hervortretendem roten Spitzdach, beidseits des Turms über der Mauer schwebend je ein nach außen gewendeter schwarzer Halbroch.“ |
| Wappen der Stadt Rochlitz | Wappenbegründung: Stadtmauer und Turm stehen für Wehrhaftigkeit und Stadtrecht. Die Beizeichen, zwei halbe Roche, bilden zusammengesetzt einen Roch, die (heutige) Figur des Turmes im Schachspiel, dessen Rochade die Position der Figur des Königs verbessern soll. Die heraldische Halbierung dieser gemeinen Figur ist in Europa einzigartig. |

### Städtepartnerschaften
Rochlitz unterhält eine Partnerschaft mit der Stadt Nettetal (Kreis Viersen, Nordrhein-Westfalen). Anlass für diese Partnerschaft war, dass Nettetal damals (vor der Herabstufung von Teilstücken) am Beginn und Rochlitz am Ende der Bundesstraße 7 lag.
Eine weitere Partnerschaft besteht zwischen Rochlitz und der polnischen Stadt Sokółka in der Woiwodschaft Podlachien.

## Kultur und Sehenswürdigkeiten

### Bauwerke
Da Rochlitz keine Kriegsschäden erlitt, ist die kleine Stadt bis heute in ihrer ursprünglichen Struktur erhalten und trotz Bränden von spätmittelalterlichen Sakralbauwerken und Renaissancehäusern geprägt. Selten für Sachsen ist die ehemalige Stadtgestalt aus einem ringsum umbauten Marktplatz ohne Straßennetz.
Den Ostabschluss des Rochlitzer Marktes mit seinen Patrizierhäusern bildet das klassizistische Rathaus von 1828. Zwei Straßen dahinter steht die Kunigundenkirche, eine sehr bedeutende spätgotische (1417–1476) Hallenkirche.
Zum Schloss Rochlitz hin liegt St. Petri, eine spätgotische Hallenkirche (1470–1499). Das zweitürmige Schloss selbst mit seiner spätgotischen Kapelle ist äußerlich weitgehend im Bauzustand des 14. und 15. Jahrhunderts erhalten.
Mehrere Skulpturen in der Stadt wurden aus Rochlitzer Porphyr geschaffen.
Zu den neueren nennenswerten Bauwerken zählt ein sowjetisches Ehrenmal von 1958 am ehemaligen Platz der Deutsch-Sowjetischen Freundschaft, auf dem ursprünglich sowjetische Kriegsgefangene und Zwangsarbeiter begraben waren, die später nach Chemnitz umgebettet wurden.
Ferner finden sich zwei (kur)sächsische Postdistanzsäulen am ehemaligen Obertor (erneuert 1820, Originalteil von 1722 in Zettlitz) und am ehemaligen Untertor (1722), ein vermauerter kursächsischer Viertelmeilenstein und eine rekonstruierte kursächsische Ganzmeilensäule von 1722 im Grundstück Chemnitzer Straße 1 sowie ein teilrekonstruierter königlich sächsischer Meilenstein (um 1860) unweit der Muldenbrücke.

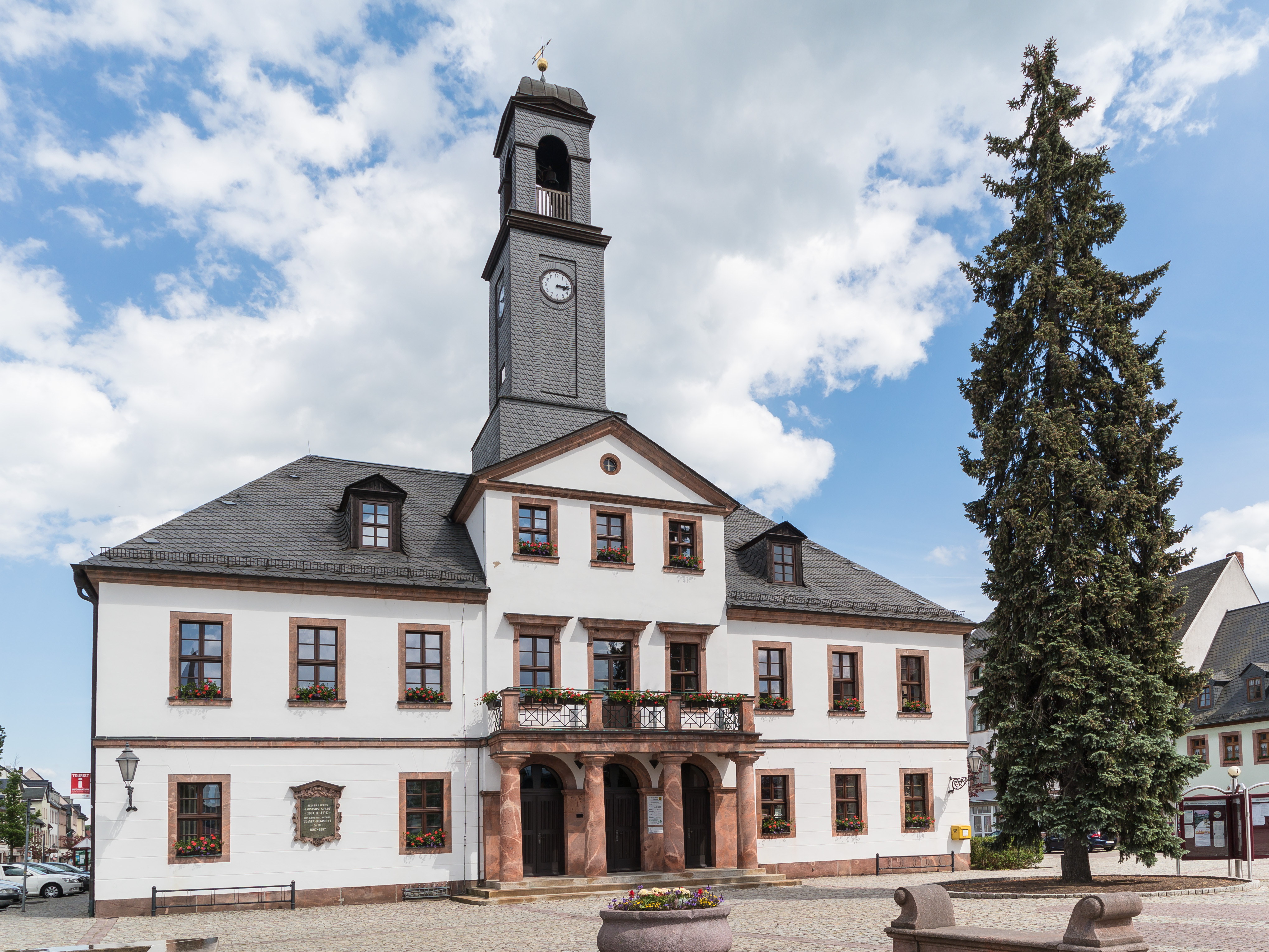
Das Rathaus
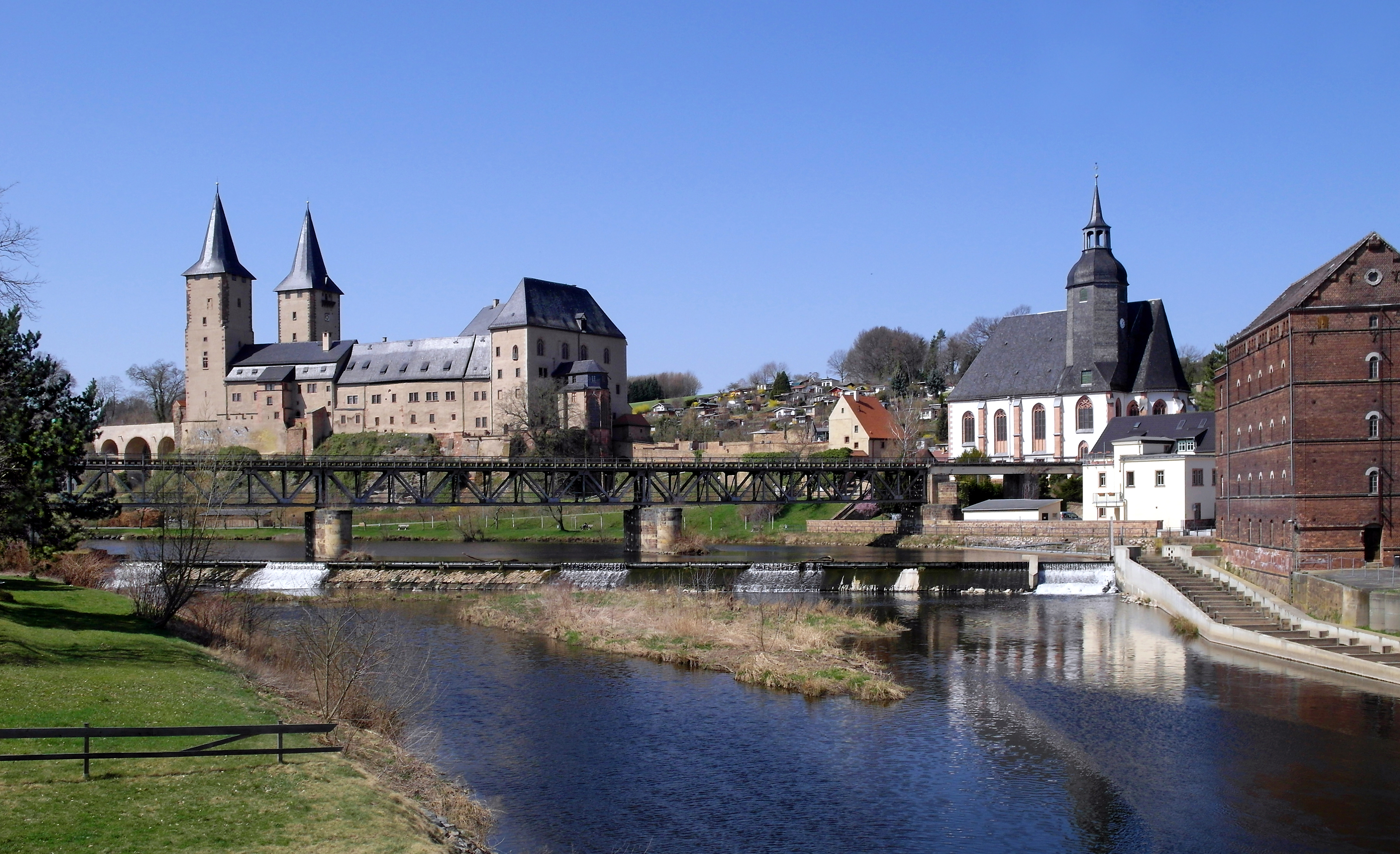
Schloss, Petri-Kirche und Schlossmühle
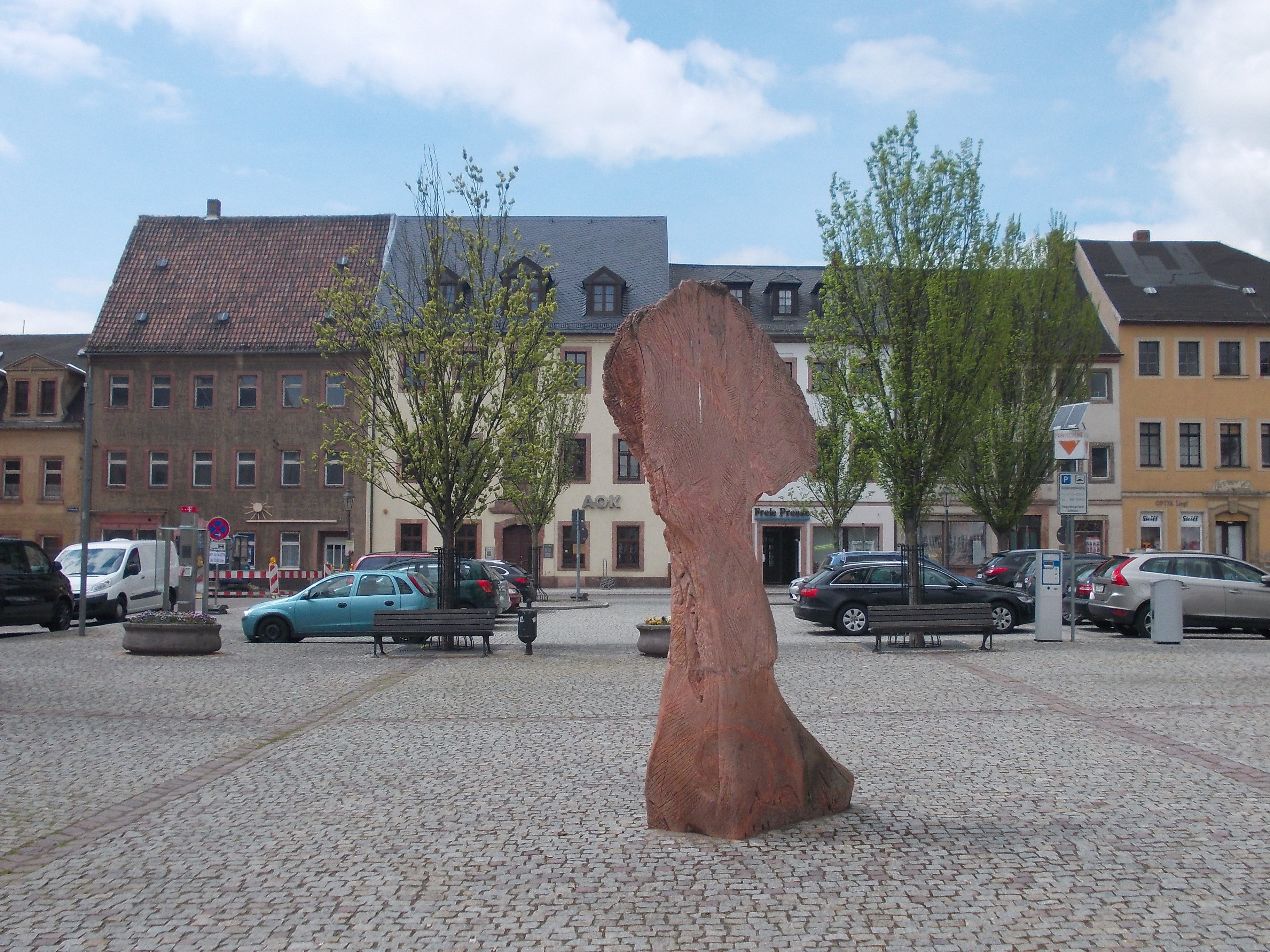
Skulptur auf dem Markt
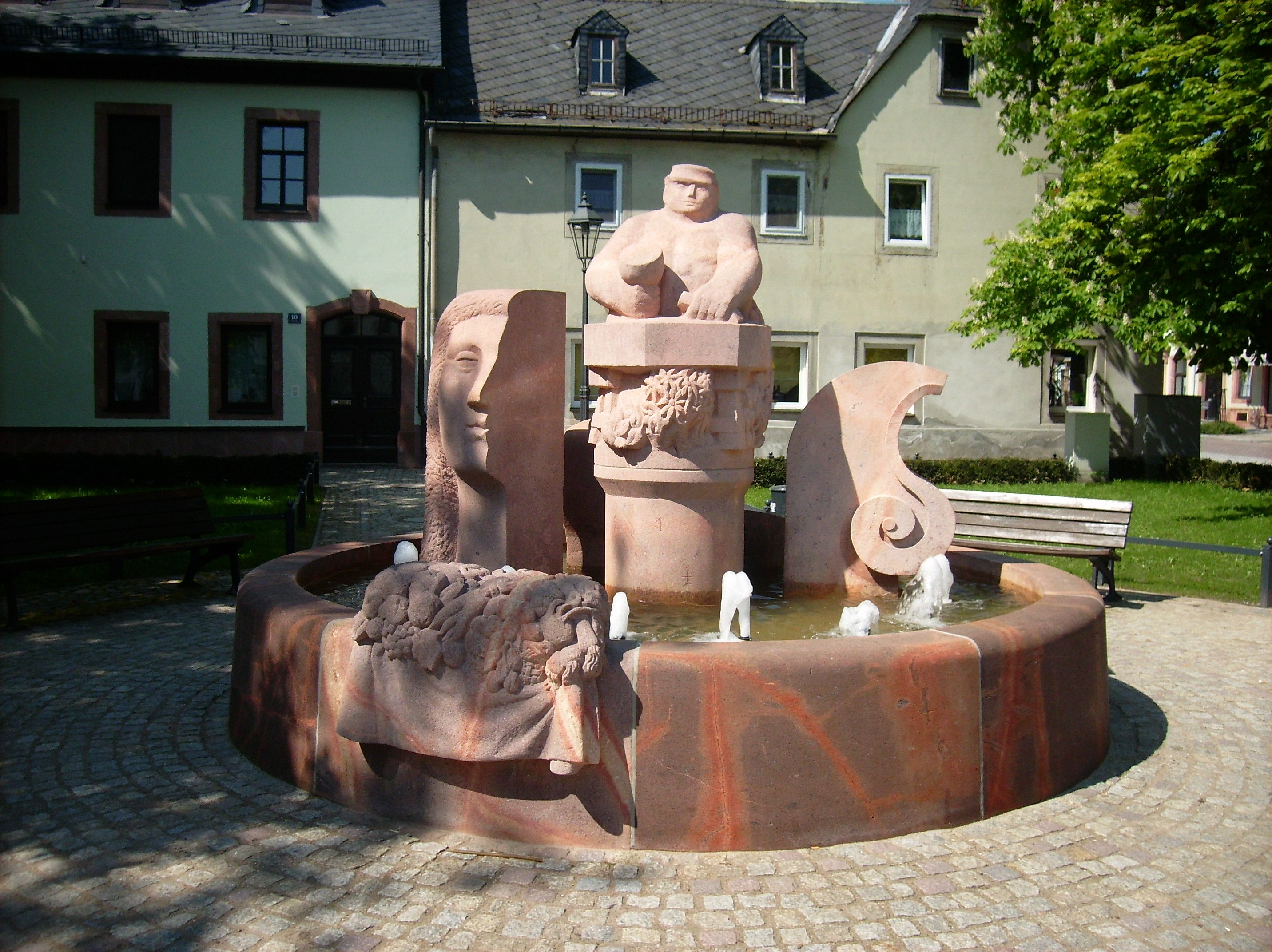
Brunnen am Topfmarkt
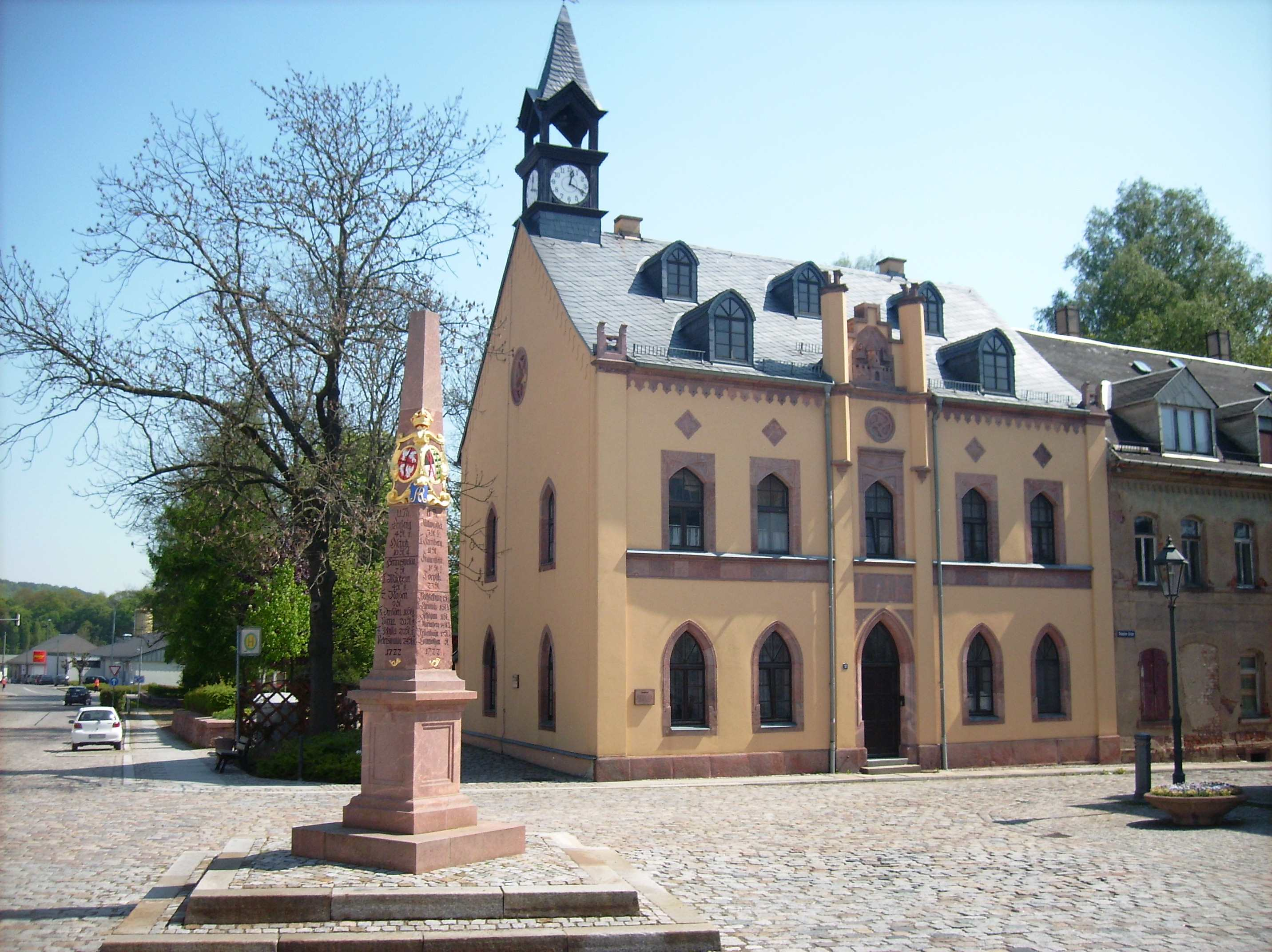
Postmeilensäule von 1722 und das ehemalige Hospital
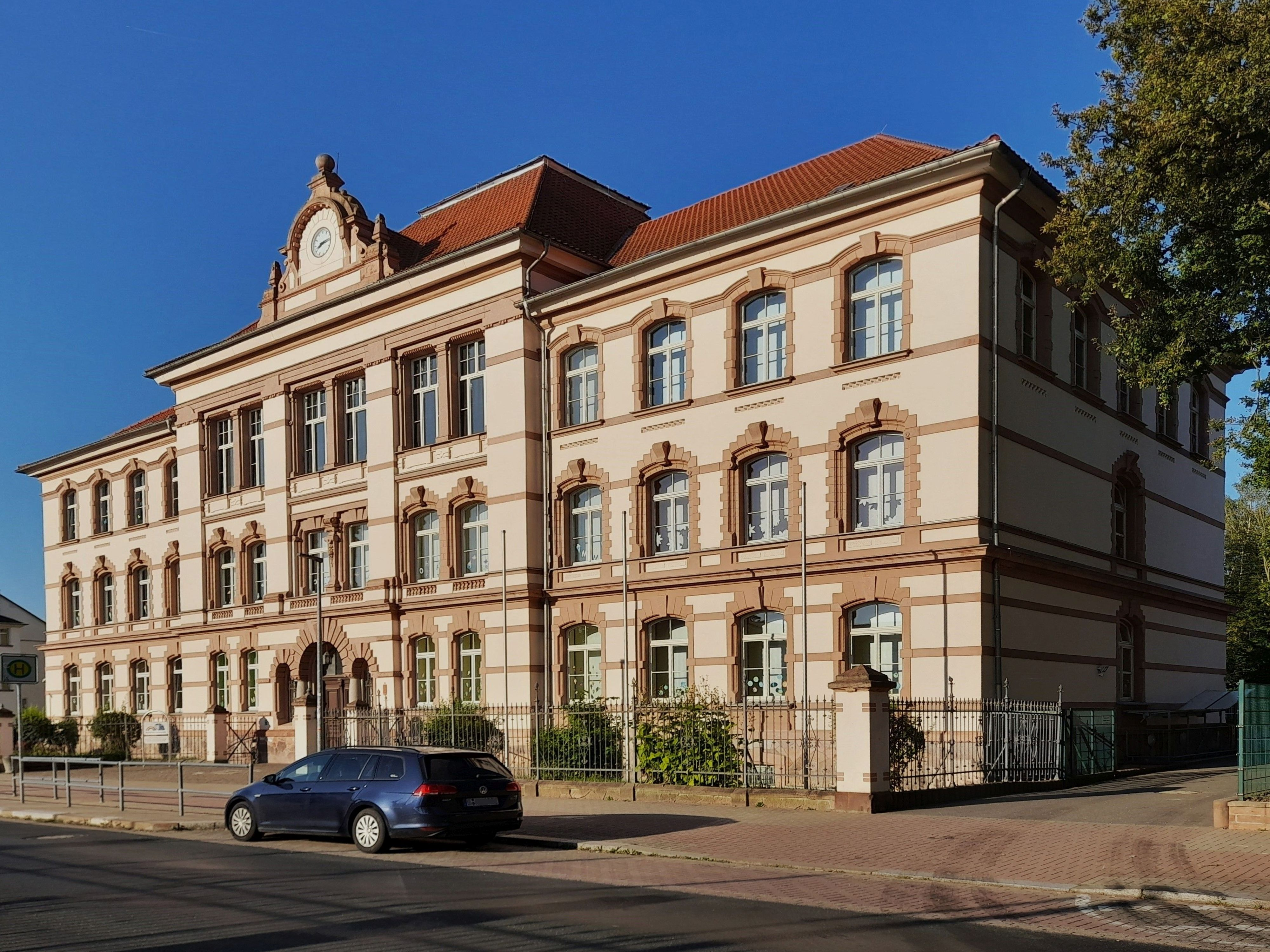
Regenbogen-Grundschule

### Zaßnitzer Steg

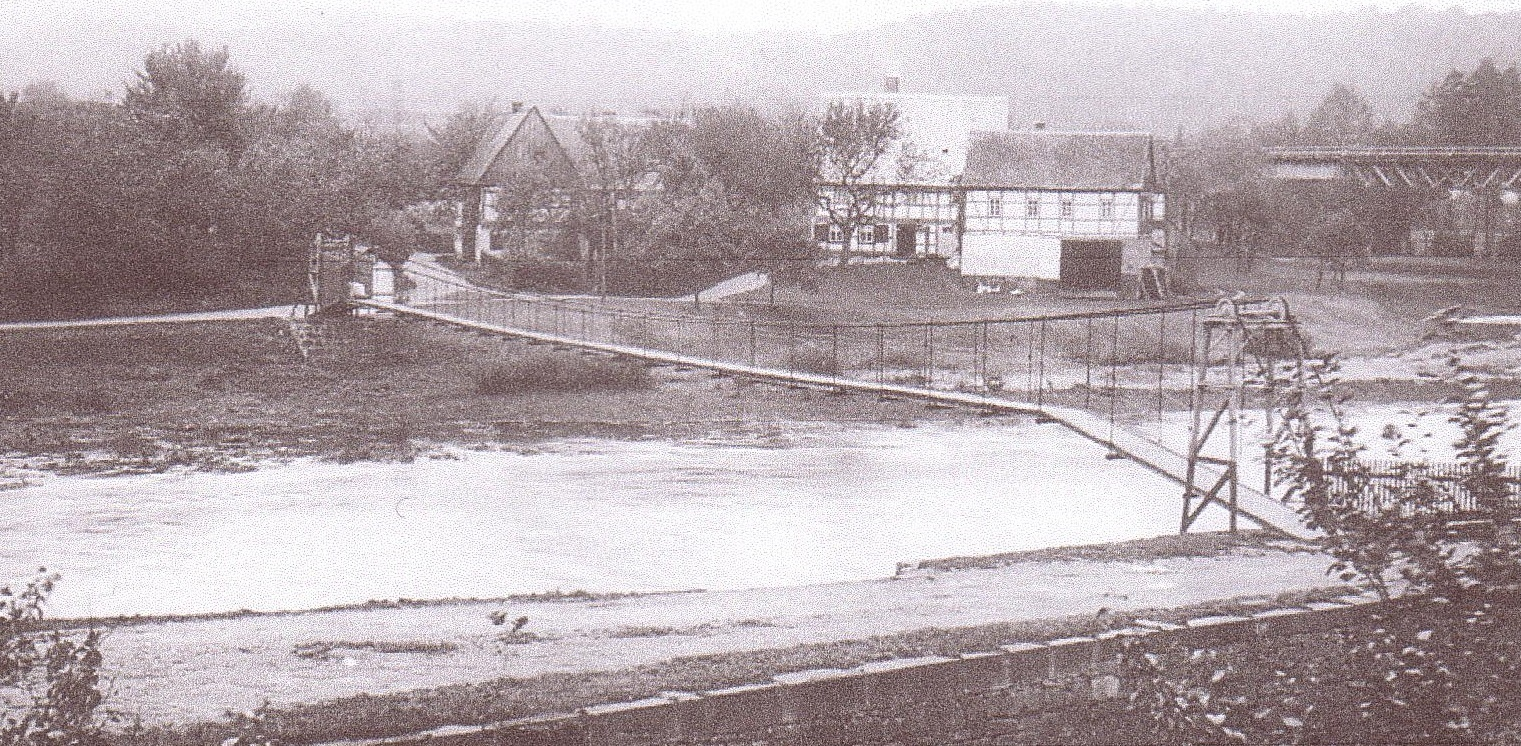
„Schaukelsteg“ (1902)

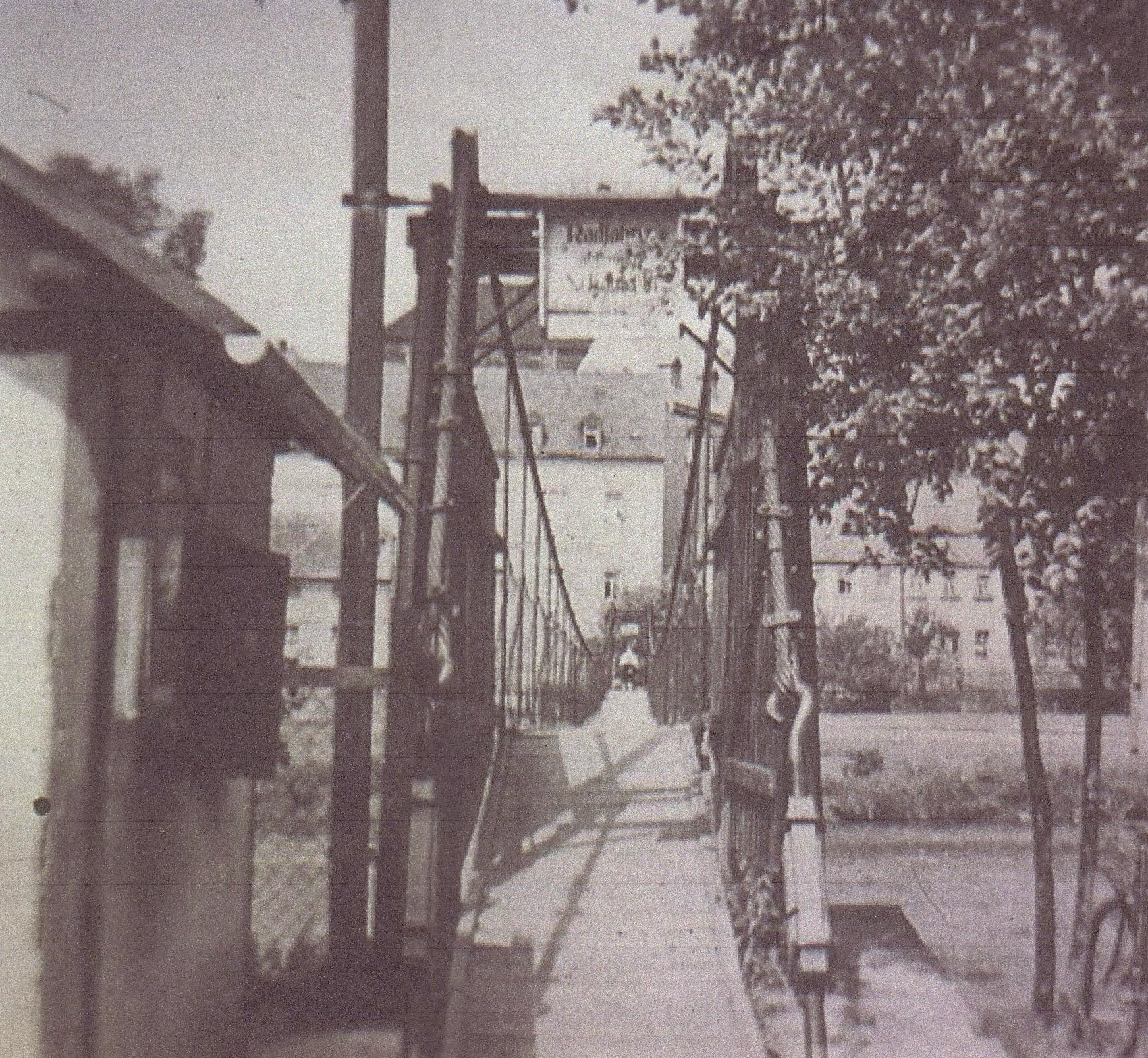
Eingang mit Kassierhäuschen

Die älteste Stadtansicht von 1628 zeigt einen Steg über die Mulde. Um auf ihre Felder auf der Zaßnitzer Muldenseite zu gelangen, bauten Rochlitzer Bauern 1502 an der Furt einen Bocksteg. Gesichert und bewacht wurde er vom Hohen Haus. 1534, 1573, 1595, 1618, 1656 und 1661 wurde er von Hochwasser weggerissen. Über 200 Jahre ersetzte danach eine Fähre den Steg. Im August 1855 kenterte ein Kahn bei stürmischem Wetter; drei von elf Personen ertranken.
1889 ließ der Zaßnitzer Bauer Julius Kötz einen Hängesteg am Seil bauen. Für die Benutzung wurde eine kleine Gebühr erhoben. Der Mühlenbesitzer Schlobach übernahm den Steg später und verpachtete ihn. Im 20. Jahrhundert waren Bertha Kötz (1927) und eine Frau Eichhorn aus Zaßnitz die letzten Pächterinnen, bevor der Steg 1936 in städtische Verwaltung kam.
Das Geldeinnehmerhäuschen stand noch lange. Als ein Weihnachtsgeschenk empfanden die Stegbenutzer Ende 1940 die Senkung der Brückengebühr. Ostern 1942 wurde die Benutzung kostenfrei. Am 14. April 1945 wurde der Steg von der einmarschierten United States Army gesperrt und von Soldaten bewacht. Mit dem Einzug der Roten Armee am 2. Juli 1945 wurde der Steg wieder freigegeben.
Nachdem er die Hochwasser von 1919, 1932 und 1947 überstanden hatte, wurde der Steg im Juli 1954 weggerissen. Über Monate stellte sich ein Herr Weiß aus Zaßnitz für den Fährbetrieb zur Verfügung. In Selbsthilfe bauten Rochlitzer und Zaßnitzer einen Notsteg. Der Rat der Stadt half nicht; vielmehr behielt er den Bodenbelag des Steges ein und lagerte ihn im Bauhof. 30 m neben der alten Stelle wurde 1958 ein neuer wesentlich höherer Steg gebaut. Nach dem Hochwasser im August 2002 wurde die Brücke im Jahr 2006 umfangreich saniert. Nach dem Hochwasser im Juni 2013 war der Zaßnitzer Steg vorübergehend gesperrt.

### Naturdenkmale
- Rochlitzer Muldental

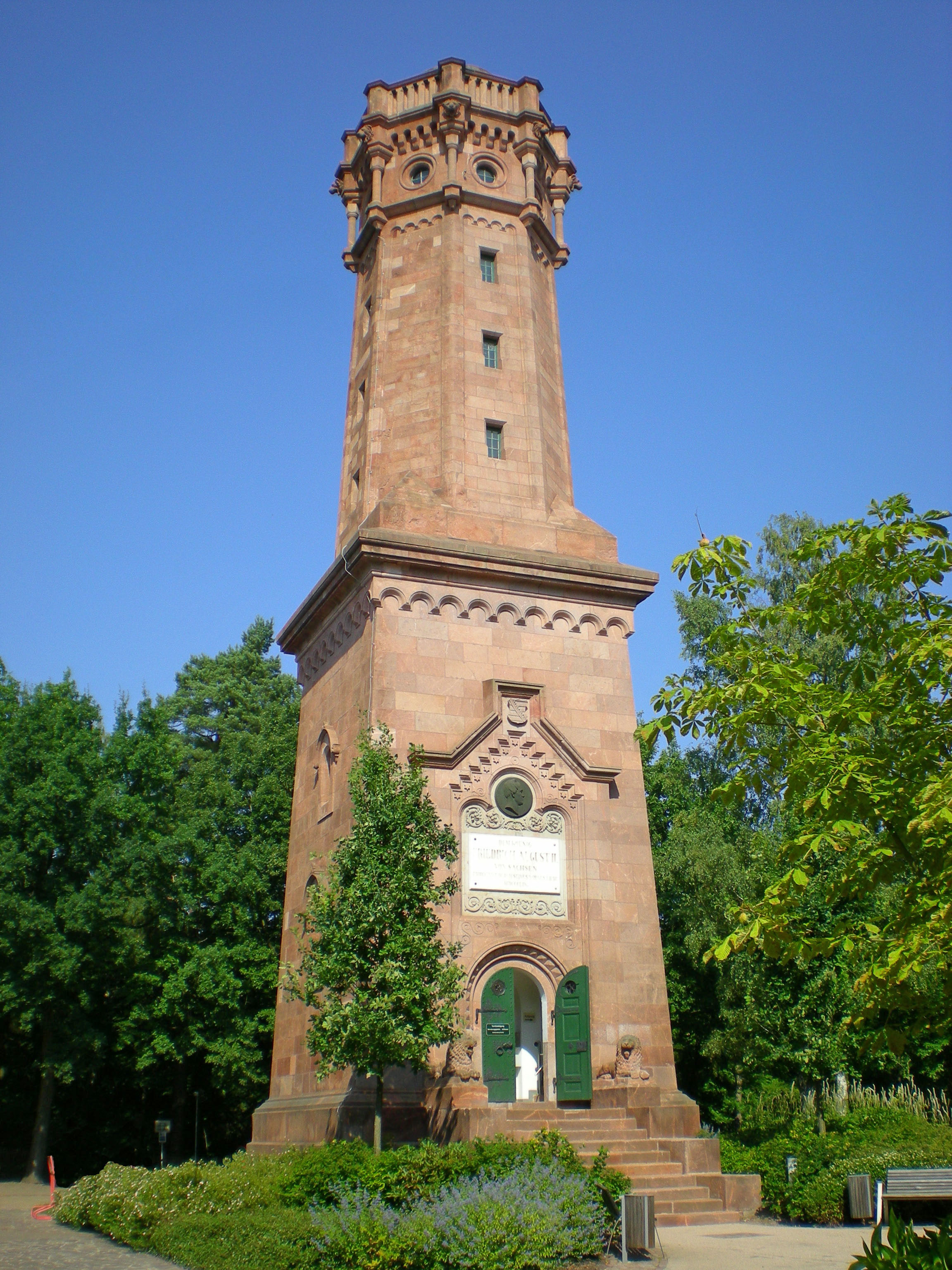
Der Friedrich-August-Turm auf dem Rochlitzer Berg

- Rochlitzer Berg mit Friedrich-August-Turm, ein Aussichtsturm mit weitem Panoramablick, und Porphyrlehrpfad

### Sport
- BSC Motor Rochlitz – viertgrößter Sportverein in Mittelsachsen
- VfA Rochlitzer Berg
- Karate-Do Rochlitz
- Angelsportverein Rochlitz e. V.
- Faustballverein 1906 – Faustball BSC Motor Rochlitz
- Vater-Jahn-Stadion
- Städtisches Freibad
- Privilegierte Schützengesellschaft zu Rochlitz 1456 e. V.
- Athletenclub Rochlitz e. V.

### Freizeit
- Offenes Jugendhaus Szene Rochlitz
- Städtisches Freibad
- JUGENDladen Rochlitz

## Wirtschaft und Infrastruktur

### Verkehr

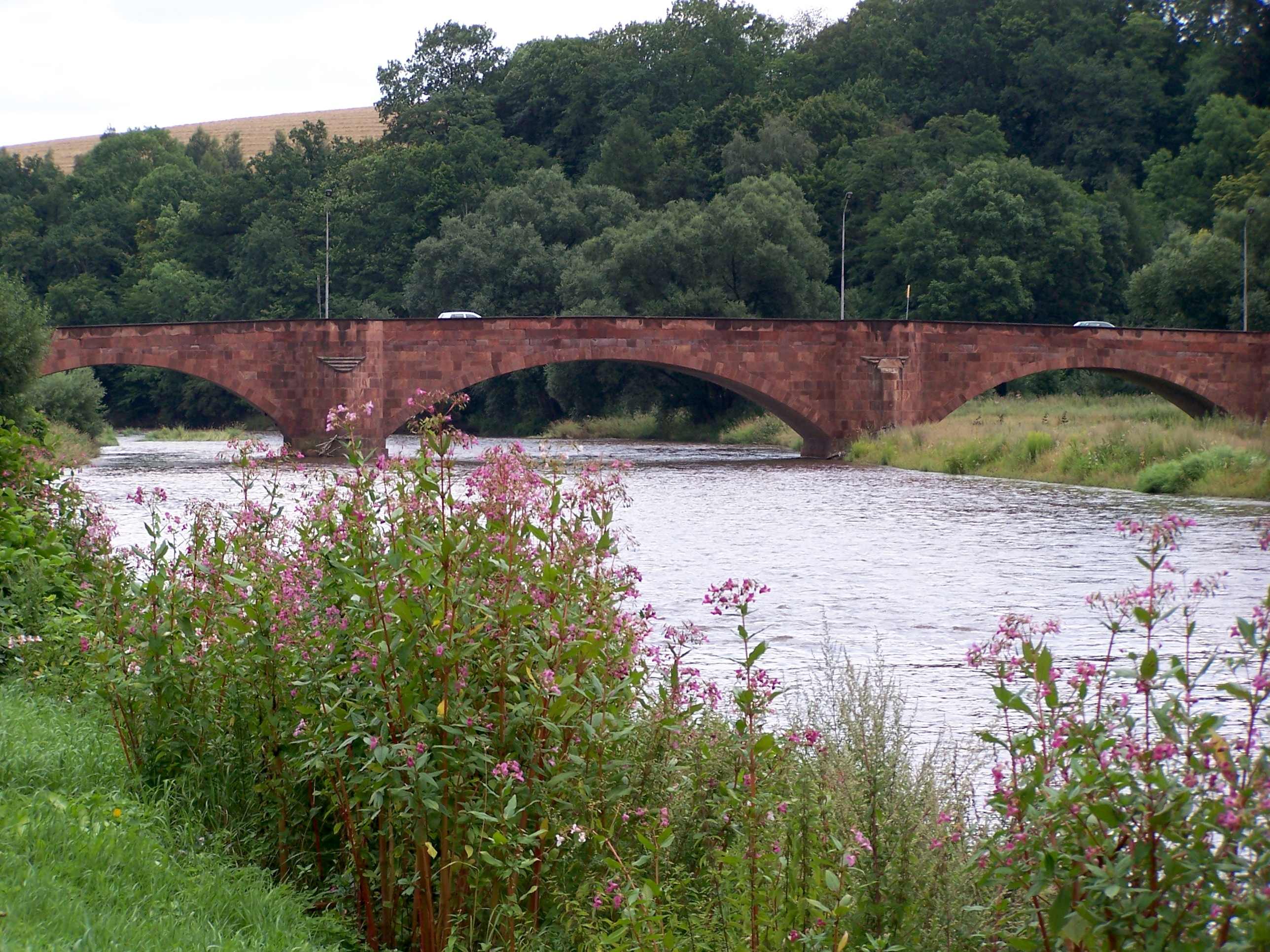
Porphyrbrücke, über sie führen die B 107 und B 175

#### Straßenverkehr
In Rochlitz beginnt die Bundesstraße 7 nach Gera. Außerdem kreuzen sich in Rochlitz die Bundesstraßen 107 (Chemnitz–Grimma) und 175 (Zwickau–Döbeln).
Seit dem 22. Dezember 2011 ist Rochlitz über die gleichnamige Anschlussstelle an die A 72 angebunden. Diese liegt etwa 9,5 Kilometer südwestlich des Stadtzentrums. Aus Richtung Chemnitz ist Rochlitz über die Anschlussstelle Rochlitz zu erreichen, aus Richtung Leipzig über die Anschlussstelle Geithain. Durch die Verlängerung der Autobahn in Richtung Leipzig kann man bis zum Autobahnkreuz Leipzig-Süd gelangen.

#### Öffentlicher Personennahverkehr
Der städtische Busverkehr wird von der REGIOBUS Mittelsachsen GmbH mit der Linie R durchgeführt. Der regionale Busverkehr wird ebenfalls von der REGIOBUS Mittelsachsen GmbH durchgeführt. Die Linien 626, 628, 629, 661 und 682 führen von Rochlitz in die benachbarten Orte Burgstädt, Waldheim, Geringswalde, Geithain, Penig, Lunzenau und Mittweida. Die Linie 620 nach Colditz wird von der Regionalbus Leipzig GmbH geleitet.

#### Schienenverkehr
Der Bahnhof Rochlitz war ein Nebenbahnknoten mit Strecken nach Großbothen im Norden und Glauchau im Südwesten (Muldentalbahn), nach Waldheim (Bahnstrecke Waldheim–Rochlitz) im Osten, nach Chemnitz (Muldentalbahn und Chemnitztalbahn) im Süden und nach Narsdorf (Bahnstrecke Rochlitz–Penig) im Westen, doch mittlerweile wurde der Personenverkehr auf allen Strecken eingestellt (nach Waldheim 1997, nach Chemnitz 1998, nach Großbothen 1999, nach Narsdorf 2000, nach Glauchau 2001). Die nächstgelegenen Bahnhöfe, die noch bedient werden, sind Geithain und Narsdorf an der Hauptbahn Leipzig–Chemnitz.
Zur Verbesserung der Anbindung an die Großstädte Leipzig und Chemnitz wird seit den 2010er Jahren eine Reaktivierung der Bahnstrecken von Großbothen über Colditz nach Rochlitz sowie von Rochlitz nach Narsdorf angestrebt, neben dem Rochlitzer Oberbürgermeister Frank Dehne unterstützt vom Colditzer Bürgermeister Robert Zillmann, den sächsischen Landtagsabgeordneten Wolfram Günther (Bündnis 90/Die Grünen) und Matthias Berger (Freie Wähler), den Landkreisen sowie den Verkehrsverbünden. Im Zuge der Einigung für den sächsischen Doppelhaushalt 2025/2026 wurden durch die Annahme eines Änderungsantrags der Bündnisgrünen-Fraktion im Haushalts- und Finanzausschuss finanzielle Mittel für die Planungen zur Umsetzung und Anmeldung für das GVFG-Bundesprogramm eingeplant.

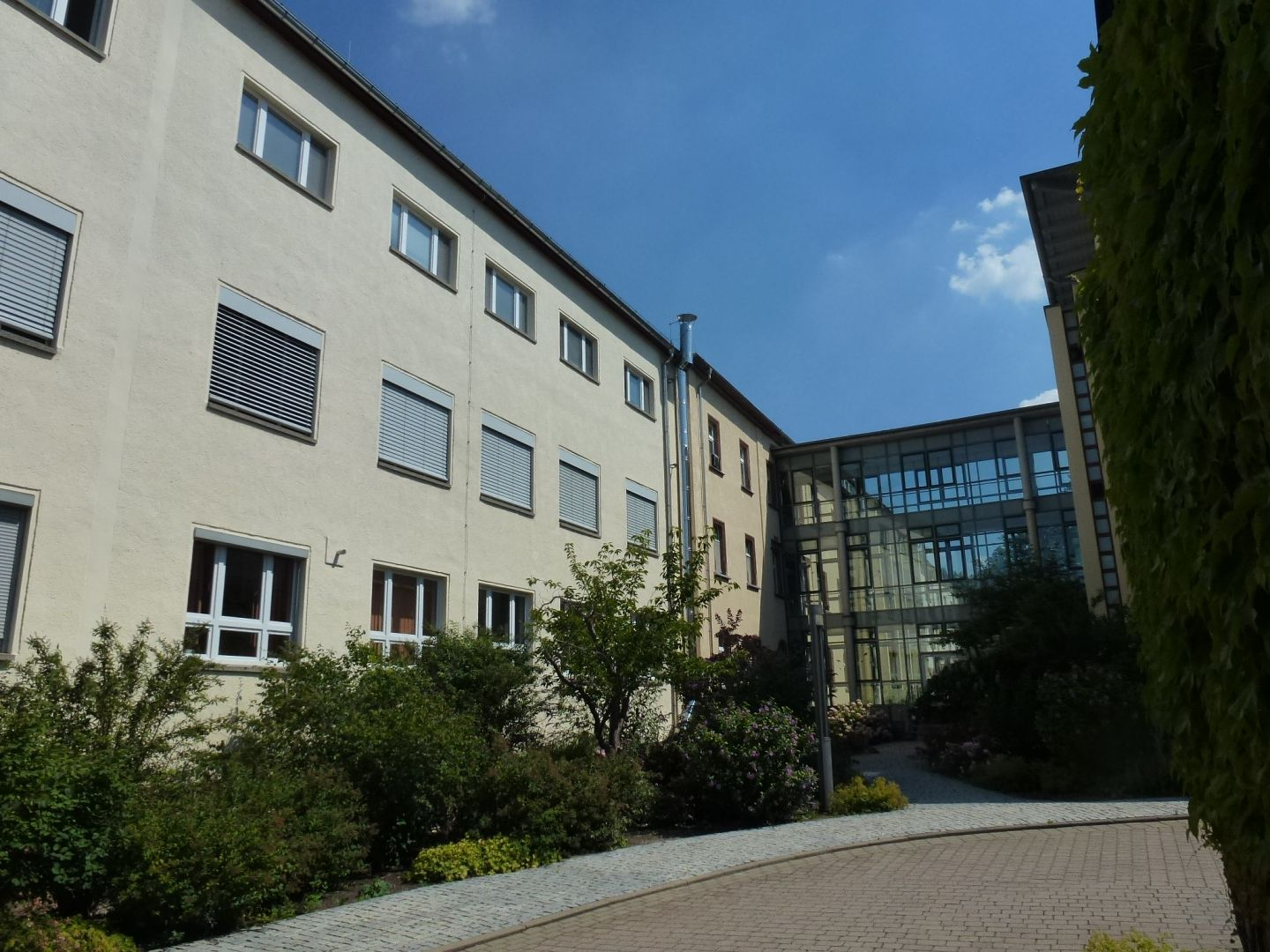
Pflegezentrum „Lindenblick“

### Öffentliche Einrichtungen

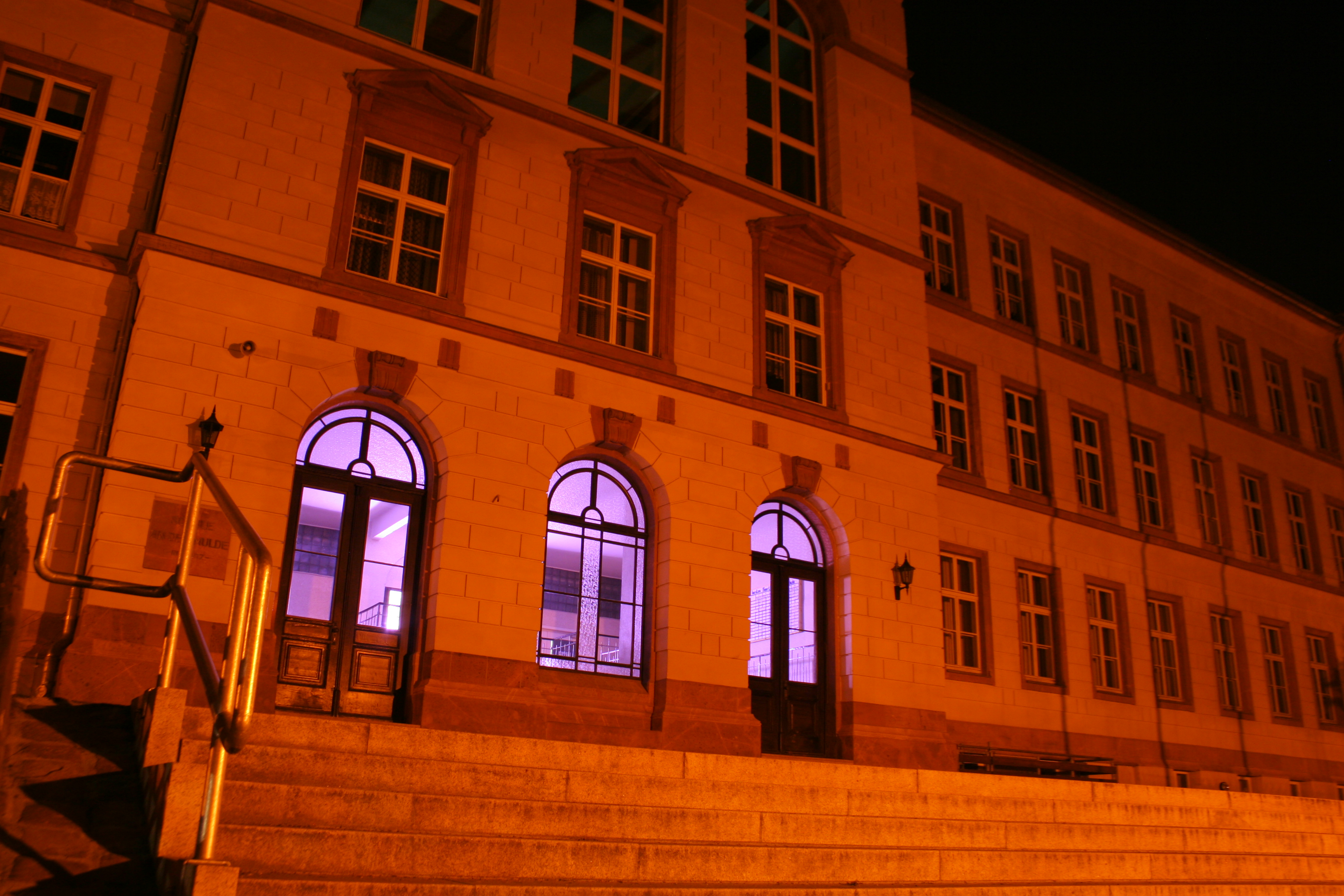
Oberschule „An der Mulde“

- Polizeirevier

### Bildung
- Regenbogen-Grundschule Rochlitz
- Johann-Mathesius-Gymnasium Rochlitz
- Oberschule „An der Mulde“ Rochlitz, erbaut 1874–1876 als „1. Bürgerschule“,
- Berufsschulzentrum Rochlitz
- Lernförderschule Johann-Heinrich-Pestalozzi
- Wilhelm-Pfeffer-Schule Rochlitz - Schule mit dem Förderschwerpunkt geistige Entwicklung

### Tourismus
- Mulderadweg
- Lutherweg

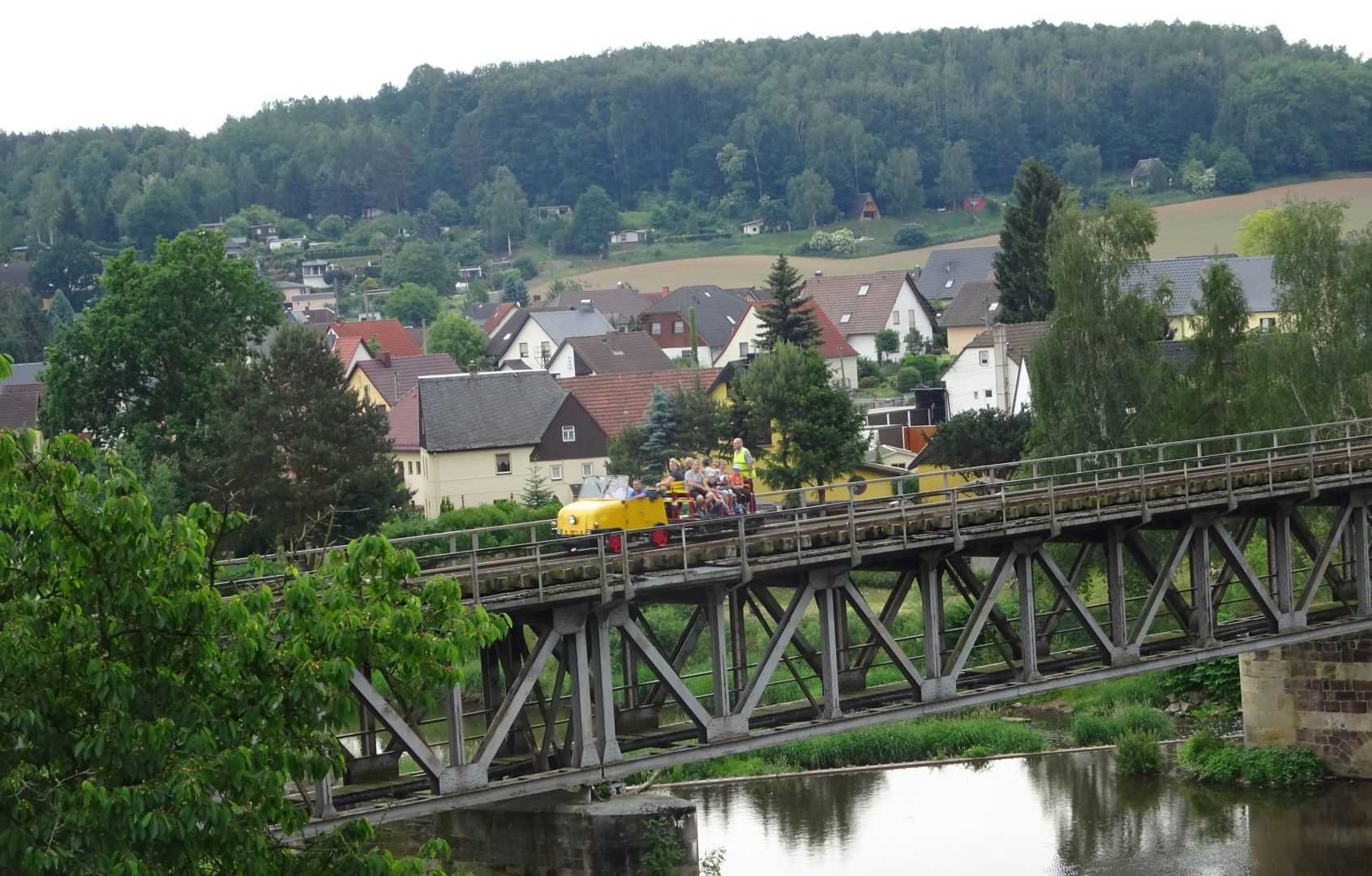
Schienentrabi auf der Muldentalbahn

- Muldentalbahn, Nutzung mit dem Schienentrabi (Motordraisine für touristische Fahrten)
- Rochlitzer Berg

## Persönlichkeiten
Nach Geburtsjahr geordnet

### Söhne und Töchter der Stadt

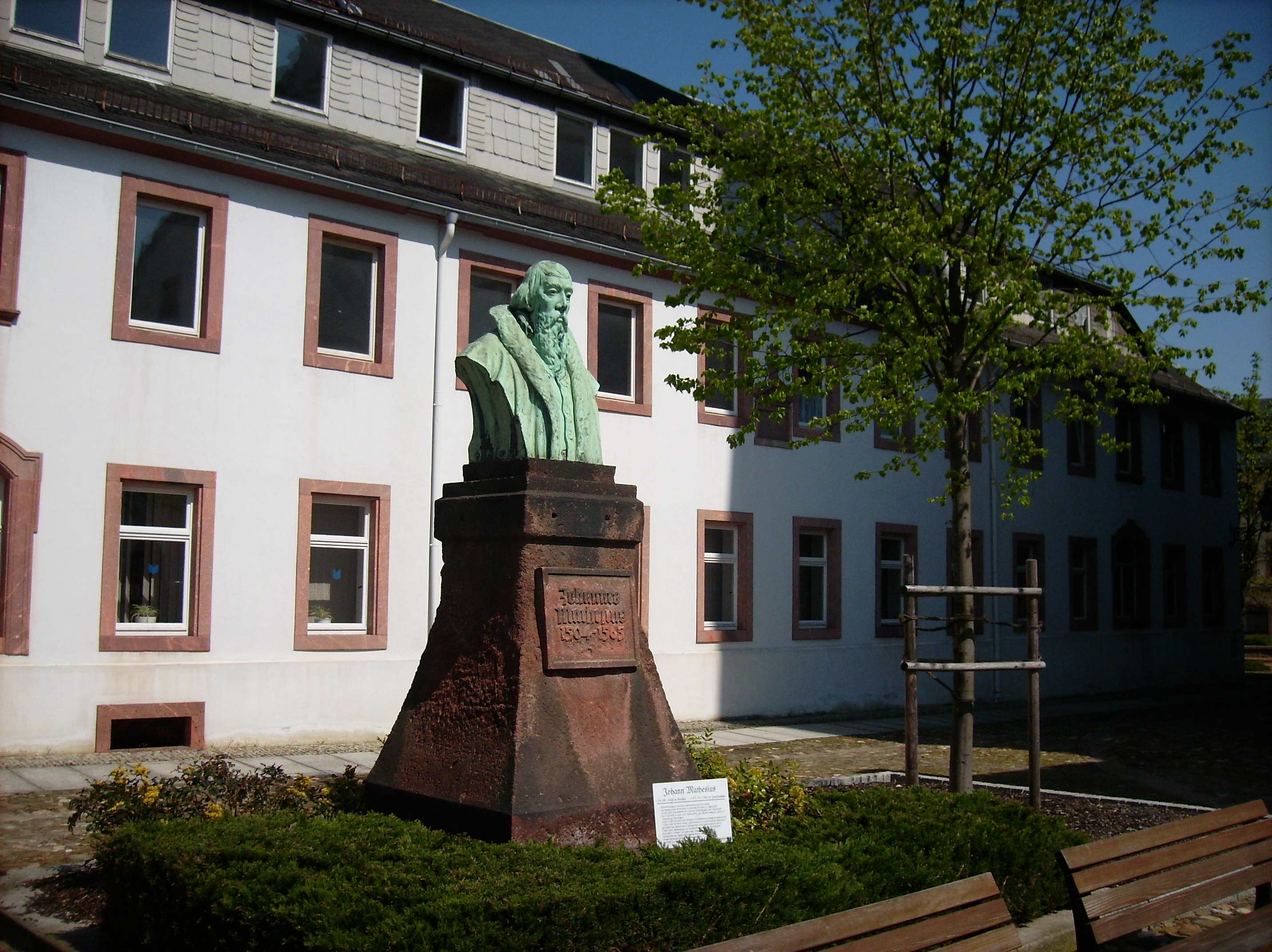
Denkmal für Johann Mathesius

- Johannes Mathesius (1504–1565), Theologe
- Michael Bapst (1540–1603), evangelisch-lutherischer Pfarrer und medizinischer Volksschriftsteller
- Christian Person (1594–1655), kursächsischer Beamter
- Johann Benedikt Carpzov I. (1607–1657), Theologe
- Karoline Louise Brachmann (1777–1822), Schriftstellerin
- William Hering (1812–1897), evangelischer Pfarrer und Politiker, Mitglied des Landtages
- Benno Schilde (1849–1911), Unternehmer
- Paul Schmeisser (1850–1902), Orgelbauer mit Firmensitz in Rochlitz
- Clemens Pfau (1862–1946), Heimatforscher
- Johannes Sonntag (1863–1945), Apotheker und Homöopath
- Julie Genthe (1869–1938), Bildhauerin und Medailleurin
- Otto Kühn (1871–nach 1928), sächsischer Landtagsabgeordneter und Innenminister
- Rudolf Zimmermann (1878–1943), Verleger und Fotograf der Tierfotografie
- Leopold Thieme (1880–1963), Maler
- Georg Gelbke (1882–1947), Maler mit Hauptwirkungsbereich in Ostpreußen
- Johann Sense (1890–1967), Theaterschauspieler und Regisseur
- Walther Fischer (1897–1979), Mineraloge
- Karl Gelbke (1899–1965), Arzt
- Hans Theo Richter (1902–1969), Maler
- Karl-Ernst Petzold (1918–2003), Althistoriker
- Paul Gränz (1920–1982), Handwerksmeister, Automobilhistoriker und Buchautor

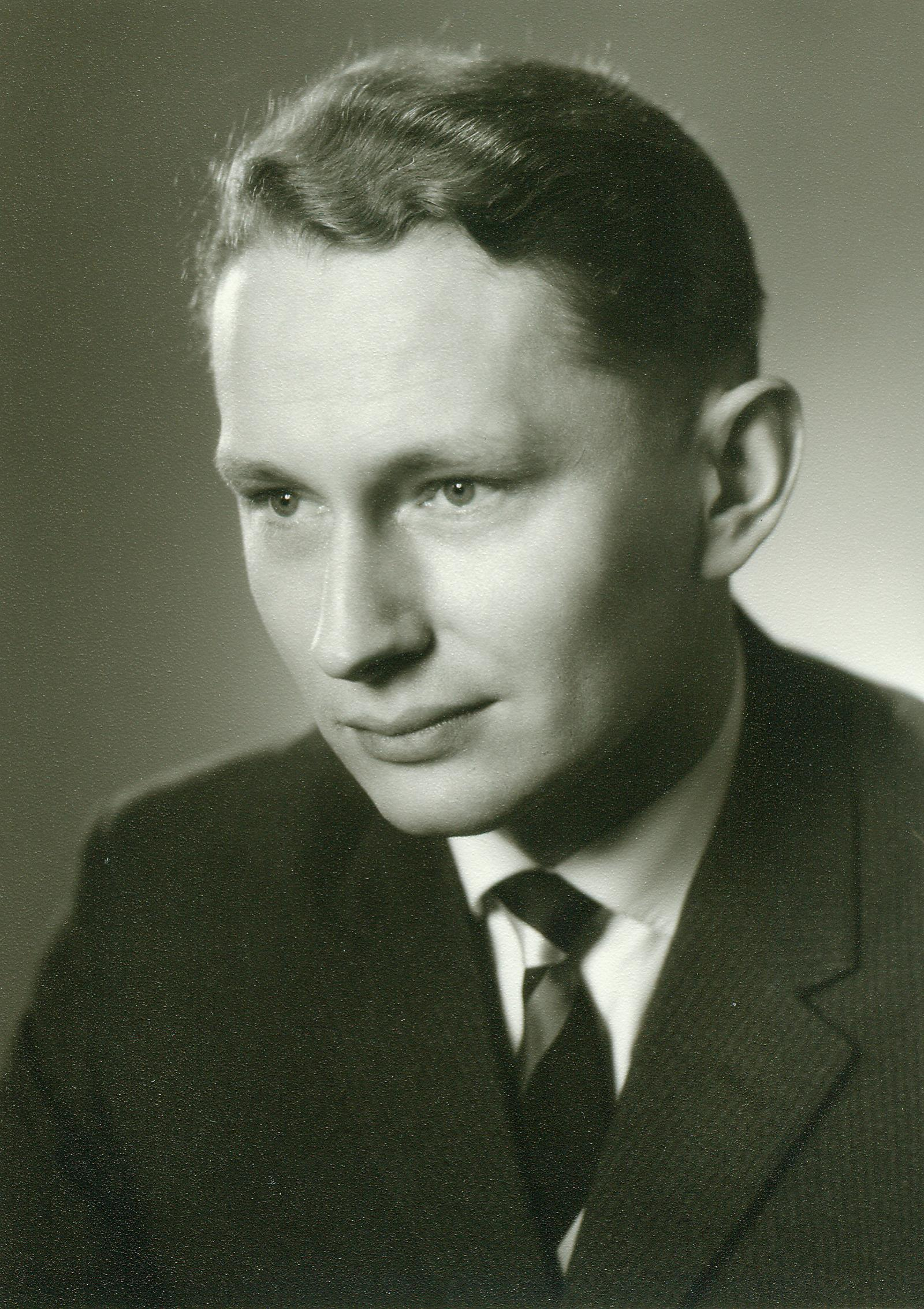
Manfred Börner

- Manfred Börner (1929–1996), Professor für Elektrotechnik an der TU München und Erfinder der Glasfaser-Datenübertragung
- Hermann Wolf (1937–2016), im Ortsteil Zaßnitz geborener Pianist und Klavierpädagoge
- Gerhard Prautzsch (* 1941), Fußballspieler und -trainer
- Friedrich Kittler (1943–2011), Literaturwissenschaftler und Medientheoretiker
- Julia Stephan auch Rosemarie Stephan (* 1943), Bildhauerin und Malerin
- Wolf Kittler (* 1945), Literatur- und Medienwissenschaftler
- Rüdiger Döhler (1948–2022), Arzt
- Reiner Stach (* 1951), Kafka-Biograph
- Tilo Braune (* 1954), Politiker (SPD)
- Roland Biewald (* 1955), Religionspädagoge
- Andreas Bronst (* 1957), Geräteturner
- Thomas Stein (* 1959), Liedermacher, Komponist und Autor
- Ines Diers (* 1963), Schwimmerin
- Jana Bode (* 1969), Rennrodelsportlerin
- Jens Härtel (* 1969), Fußballspieler und -trainer
- Sven Schulze (* 1971), Oberbürgermeister von Chemnitz
- Claudia Mehnert (* 1972), Schauspielerin
- Jan Hippold (* 1974), sächsischer Politiker (CDU) und Abgeordneter des Sächsischen Landtages
- Markus Kästner (* 1980), Ingenieur und Hochschullehrer
- Philipp Oehme (* 1981), Film-, Fernseh- und Theaterschauspieler sowie Sänger
- David Petereit (* 1981), Politiker (NPD)
- Anne Müller (* 1982), Schauspielerin
- Matthias Friedemann (* 1984), Radrennfahrer
- Martin Keller (* 1986), Leichtathlet (Sprinter)
- Edward Hübner (* 1988), Endurosportler
- David Storl (* 1990), Leichtathlet, 2011 und 2013 Weltmeister im Kugelstoßen; Olympia 2012 Silber im Kugelstoßen
- Alexander Dartsch (* 1994), Fußballspieler

### Persönlichkeiten, die vor Ort gewirkt haben
- Friedrich von Sachsen (1473–1510), Hochmeister des Deutschen Ordens, verlegte den Hochmeistersitz 1507–1510 nach Rochlitz
- Michael Lohr (1591–1654), Komponist, war zeitweilig als Kantor in Rochlitz tätig
- Theodor Gotthold Thienemann (1754–1827), Superintendent von Rochlitz von 1817 bis 1827
- Friedrich Adolph Heyne (1760–1826), Privatgelehrter und Botaniker
- Conradin Kreutzer (1780–1849), Komponist, besuchte zwischen 1845 und 1848 die Stadt häufig, da seine Tochter Cäcilie den Rochlitzer Fabrikanten Alexander Winkler geheiratet hatte
- Franz Heisterbergk (1799–1850), Jurist und Politiker, Mitglied der Frankfurter Nationalversammlung, MdL (Königreich Sachsen)
- Carl Gottlieb Haubold (1783–1856), Unternehmer, gilt als Vater des Chemnitzer Maschinenbaus, starb in Rochlitz
- Friedrich Wilhelm Putzger (1849–1913), Pädagoge, Verfasser des gleichnamigen Geschichtsatlasses, war zeitweilig Schulleiter in Rochlitz
- Bruno Steglich (1857–1929), Agrarwissenschaftler, von 1883 bis 1887 Landwirtschaftslehrer in Rochlitz
- Johannes Döhler (1878–1915), Archidiakon an St. Kunigunden
- Lothar-Günther Buchheim (1918–2007), Schriftsteller, Maler, Kunstsammler und Kunstbuchverleger, verbrachte seine Kindheit von 1924 bis 1932 in Rochlitz
- Udo Baumbach (1935–2022), von 1959 bis 2000 Museumsleiter von Schloss Rochlitz
- Kurt Starke (* 1938), Sexualwissenschaftler, erlangte im Jahr 1956 in Rochlitz sein Abitur